# Église Saint-Pierre-et-Saint-Paul de Vémars
Pour les articles homonymes, voir Église Saint-Pierre-et-Saint-Paul.
L'église Saint-Pierre-et-Saint-Paul est une église catholique paroissiale située à Vémars, dans le Val-d'Oise, en France. Elle succède à un édifice médiéval, qui a été reconstruit selon le même plan après la guerre de Cent Ans, dans un style gothique flamboyant un peu rustique. Le chantier commence vraisemblablement à la fin du XVe siècle avec le chœur, et s'achève en 1545 avec la façade. À l'origine, le clocher devait se situer au-dessus de la quatrième travée du bas-côté sud. Il est remplacé par un nouveau clocher-tour devant la bas-côté nord au cours de la première moitié du XVIIe siècle. Les fenêtres latérales du chœur sont repercées au XVIIe ou XVIIIe siècle. Un porche et une sacristie sont également ajoutées, mais ont été démolis pendant la seconde moitié du XXe siècle. Dans sa forme actuelle, l'église se compose d'un vaisseau central de six travées accompagné de deux bas-côtés, et se terminant par un chevet plat. Elle a été restaurée en 1849 et 1882, puis récemment au début du XXIe siècle, et se trouve dans un excellent état. Vémars fait aujourd'hui partie du secteur paroissial de Fosses. Les messes dominicales sont célébrées en l'église Saint-Pierre-et-Saint-Paul un dimanche sur deux à 9 h 30

## Localisation
L'église est localisée en France, en région Île-de-France et dans le département du Val-d'Oise, en pays de France, près de la limite avec la Seine-et-Marne et l'Oise, sur la commune de Vémars, au milieu du centre-ville. Elle est bâtie sur une place de forme triangulaire, qui correspond à l'ancien cimetière. À l'ouest, à la pointe du triangle, l'on trouve le principal carrefour du village, où aboutissent la rue du Vert-Buisson (RD 9) venant de Louvres, la rue Pierre-Curie (RD 17) venant de Survilliers, la rue Charles-de-Gaulle venant de Saint-Witz et la rue de l'Échelette (RD 9) en provenance de Moussy-le-Neuf (Seine-et-Marne). Ces deux dernières rues délimitent la place de l'Église, l'une au nord, l'autre au sud. Un parking se situe devant le chevet de l'église. Un second carrefour se trouve au sud du chevet de l'église : les rues François-Mauriac et la rue de la Croix-Boissée viennent s'y débrancher de la rue de l'Échelette pour se diriger respectivement vers Plailly (Oise) et l'aéroport de Roissy-Charles-de-Gaulle. L'église est entièrement dégagée de constructions mitoyennes, et bien visible de tous les côtés.

## Historique

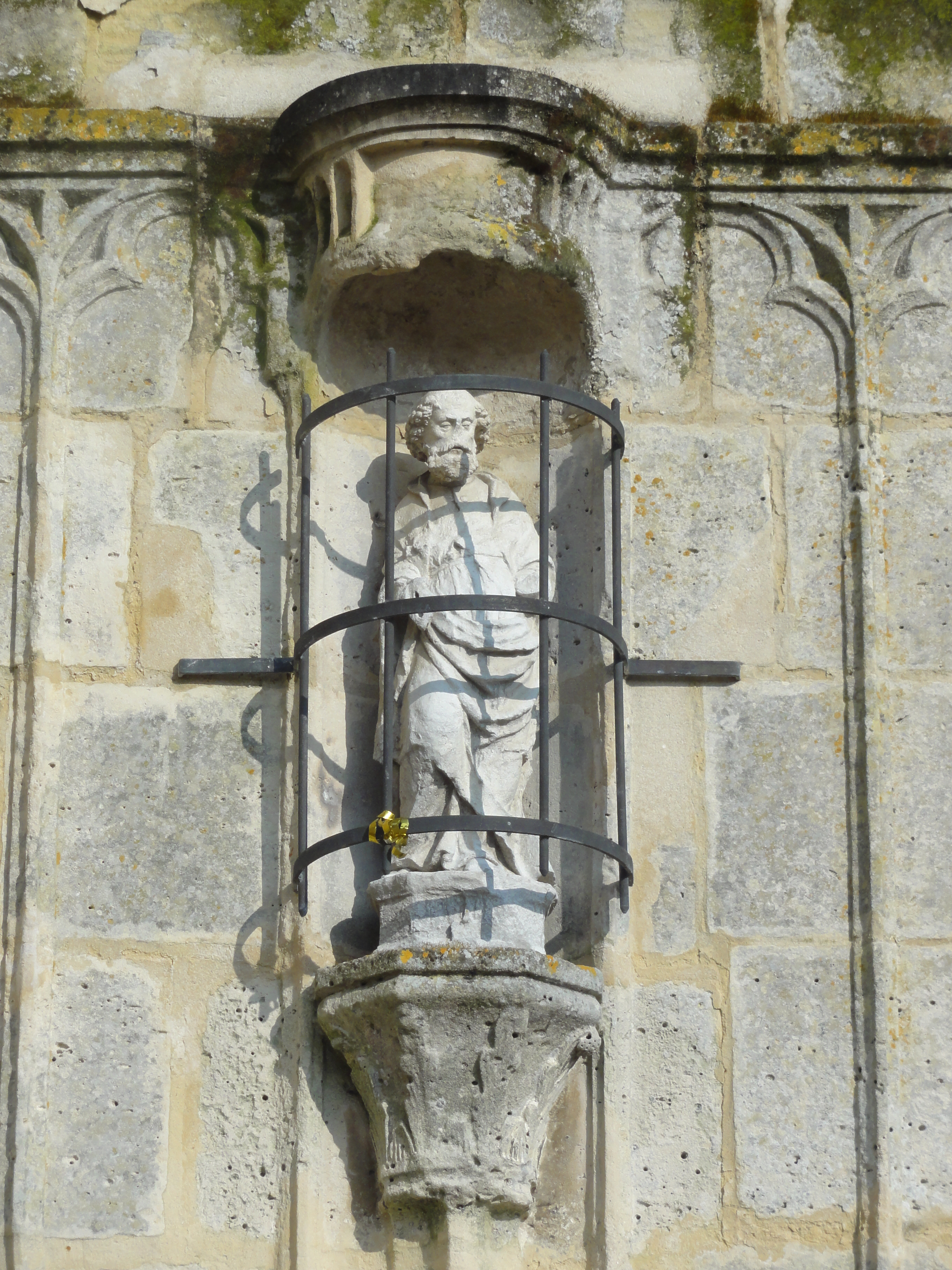
Statue de saint Paul dans la niche au-dessus du portail.

La fondation de la paroisse remonte au XIIe siècle selon l'abbé Vital Jean Gautier. L'acte le plus ancien qui la mentionne est une transaction faite par le curé du lieu en 1180. L'église est placée sous le vocable de saint Pierre. Saint Paul n'est pas mentionné comme second patron par les auteurs anciens. Sous l'Ancien Régime, Vémars relève du doyenné de Montmorency, de l'archidiaconé de Paris ou grand archidiaconé, et de l'archidiocèse de Paris. Le collateur de la cure est l'archevêque de Paris. Selon Agnès Somers et Marie-Madeleine Canet du service de l'Inventaire, l'église a été construite sur un édifice primitif médiéval, endommagé pendant la guerre de Cent Ans. Le remplage gothique flamboyant de la baie d'axe du chevet donne à penser que le chantier débute vers la fin du XVe siècle. Les voûtes et la façade sont toujours entièrement flamboyantes. L'abbé Lebeuf a observé un cartouche portant la date de 1545 sur la façade. Cette année pourrait correspondre à l'achèvement. Selon Charles Huet, le clocher est toutefois plus tardif, et ne devrait remonter qu'à la première moitié du XVIIe siècle. Les piliers renforcés de la quatrième grande arcade du sud donnent à penser que le clocher primitif se situait ici, comme à Moussy-le-Neuf, où il occupe le même emplacement, et où ses piliers adoptent la même forme. Charles Huet remarque que des piliers du même type étaient engagés dans le mur extérieur jusqu'au début du XXe siècle, et prétend que l'on puisse les dater de la fin du XIIe siècle malgré les remaniements subis. C'est au XVIIe ou au XVIIIe siècle que les fenêtres latérales des bas-côtés du chœur sont repercées, et qu'un porche est plaqué devant le portail,,,. Il a été démoli au XIXe siècle.

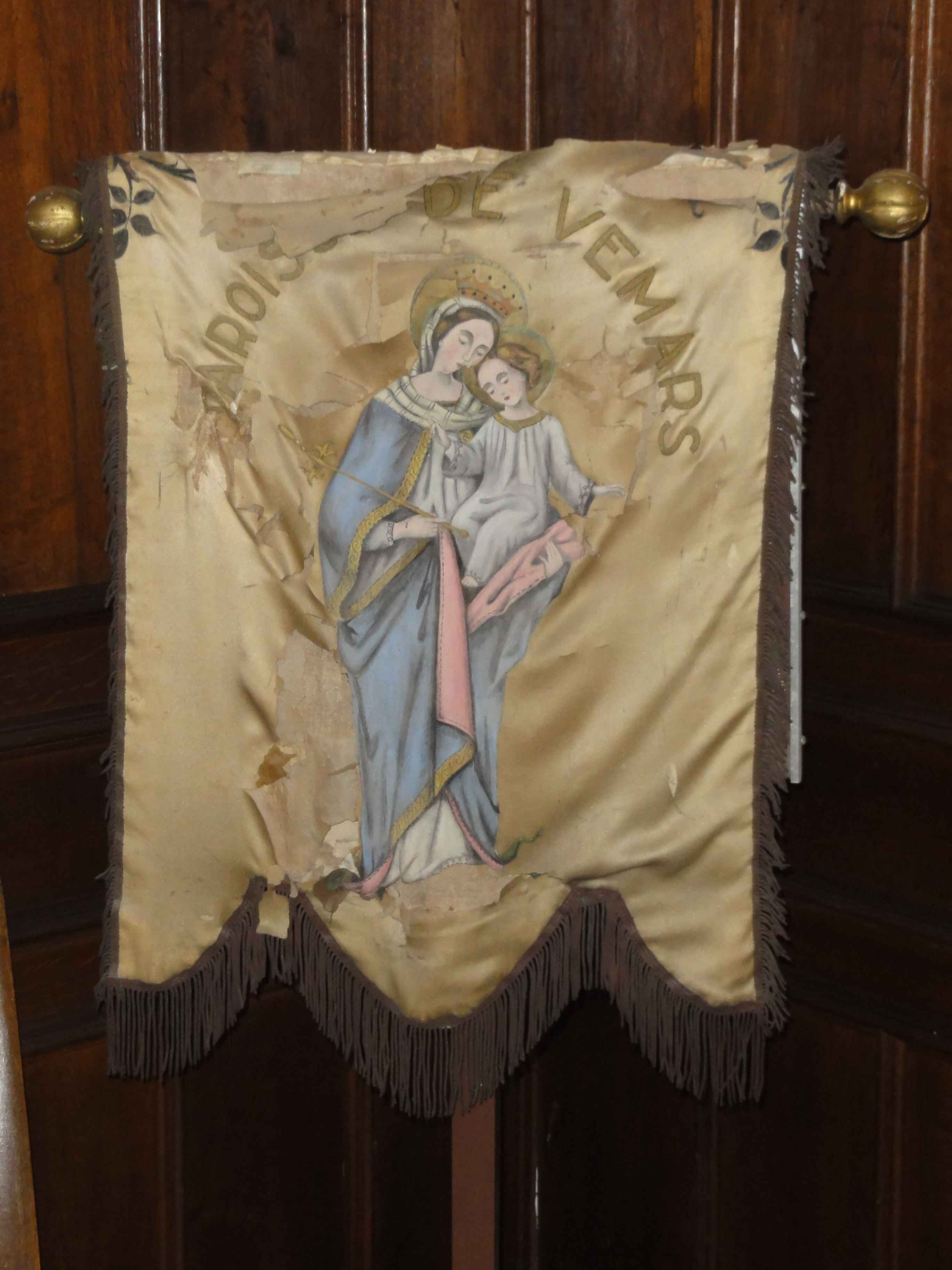
Bannière de procession.

Sous la Révolution française, l'ensemble des paroisses du département de Seine-et-Oise sont regroupées dans le nouveau diocèse de Versailles. Selon l'Inventaire, l'église connaît une longe période d'abandon pendant la première moitié du XIXe siècle. Il reste à déterminer si le culte est provisoirement rétabli après la Terreur de 1793-1795 ou le Concordat de 1801. En tout cas, c'est le mauvais état de l'église qui conduit à sa fermeture. Elle est restaurée en 1849 par l'architecte Beyerlé, de Beaumont-sur-Oise, puis en 1882 par Mugnier. C'est de cette époque que datent la plupart du mobilier et des vitraux polychromes, et le décor en faux-appareil. — Une plaque commémorative en l'église Saint-Martin de Survilliers rappelle l'abbé Alfred Chaumier, curé de Survilliers, Saint-Witz et Vémars de 1932 jusqu'à sa mort en 1942, et conclut par ces mots : « L'Amour de la Justice dirigeait sa vie ». Le village n'a donc déjà plus de curé à cette date. En 1966, la refonte des départements d'Île-de-France apporte l'érection du nouveau diocèse de Pontoise, et Vémars en fait désormais partie. Le diocèse de Versailles est à présent limité au seul département des Yvelines. En 1981, un incendie détruit la sacristie, et endommage le mur gouttereau sud. La sacristie est démolie par la suite. À partir de 1995, l'église connaît une restauration totale, qui se conclut par l'installation de quatre nouveaux lustres en cristal dans la nef en 2010. Au début du XXe siècle, Fosses rejoint le regroupement paroissial, qui s'étend maintenant sur quatre communes. Les messes dominicales sont célébrées en l'église Saint-Pierre-et-Saint-Paul un dimanche sur deux à 9 h 30.

## Description

### Aperçu général

Plan de l'église.

Régulièrement orientée, l'église répond à un plan très simple sans transept, qui s'inscrit dans un rectangle mesurant 30 m de longueur et 17 m de largeur hors-œuvre. L'église se compose d'un vaisseau central de six travées, accompagné de deux bas-côtés, l'ensemble se terminant par un chevet plat. Les trois premières travées du vaisseau central correspondent à la nef des fidèles, et les trois dernières travées tiennent lieu de chœur liturgique ou sanctuaire. Le clocher-tour s'élève devant la première travée du bas-côté nord. La sacristie se situait devant l'avant-dernière travée du bas-côté sud. Aujourd'hui, la base du clocher est utilisée comme sacristie. L'ensemble de l'église est voûtée d'ogives. Le portail occidental constitue l'unique accès, qui se fait de plain-pied. Les trois vaisseaux sont munis d'une toiture unique à deux rampants, avec des pignons en façade et à l'est. Le clocher est coiffé d'une flèche en charpente, qui est carré à la base, puis transit vers un plan octogonal. Le sommet cumule à 37,70 m de hauteur. La flèche est recouverte d'ardoise, tandis que le reste des toitures est en tuiles plates.

### Intérieur

#### Vaisseau central

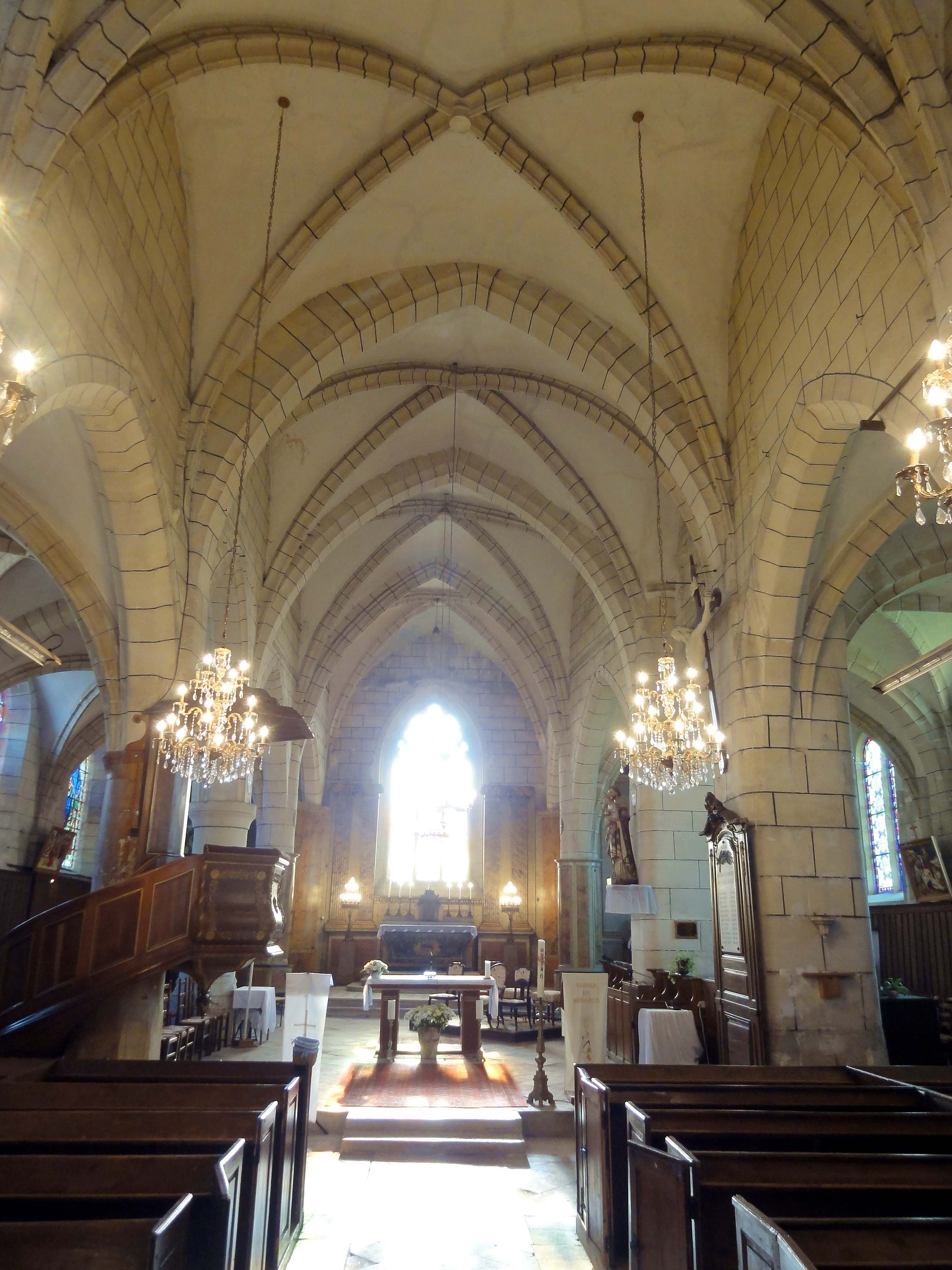
Nef, vue vers l'est.

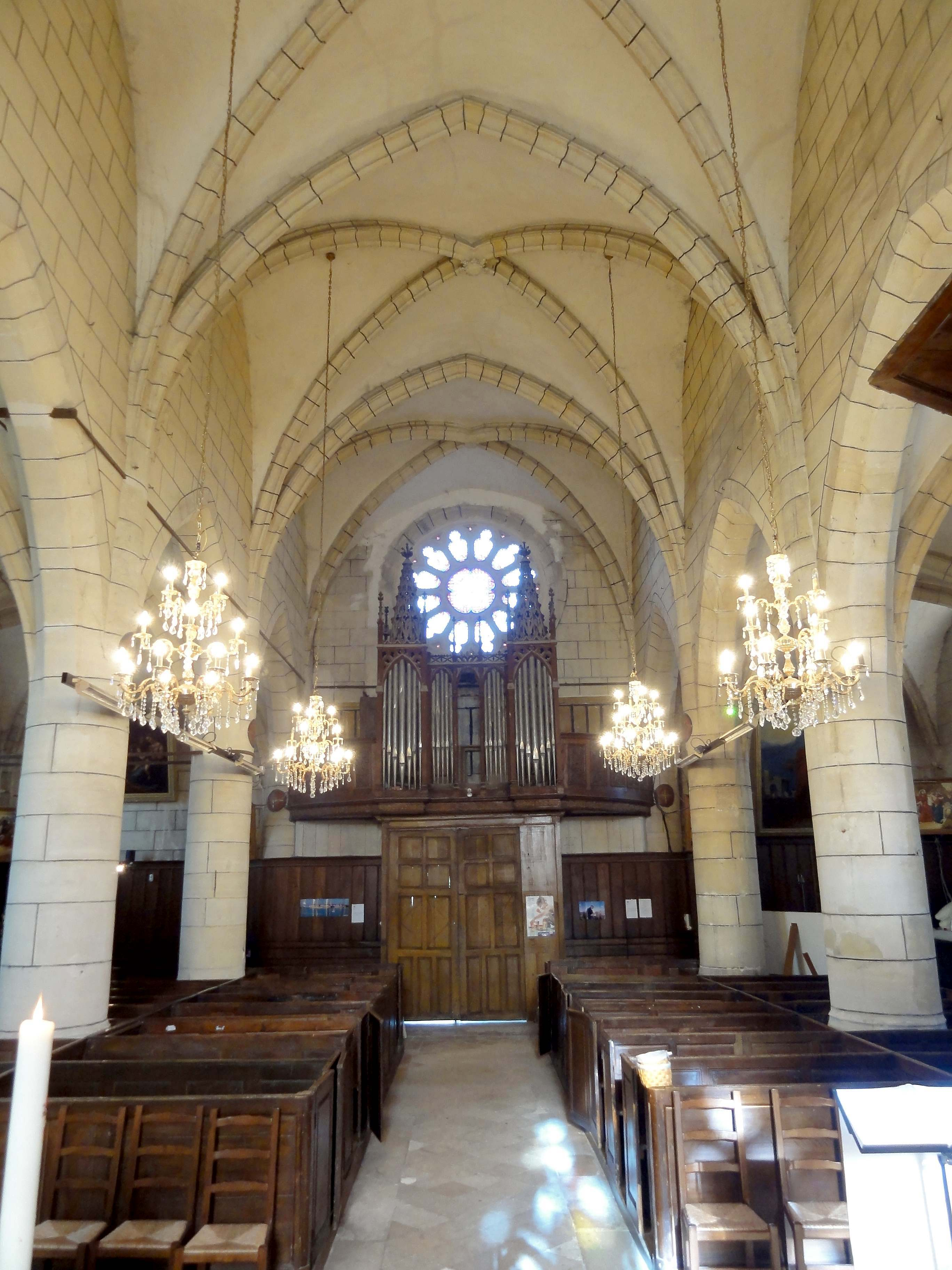
Nef, vue vers l'ouest.

Le vaisseau central présente une élévation sur deux niveaux, à savoir l'étage des grandes arcades et un étage de murs hauts aveugles. Les grandes arcades représentent environ un tiers de la hauteur sous les voûtes, ce qui exclut a priori l'existence ancienne de fenêtres hautes, au moins depuis que les bas-côtés sont voûtés. L'éclairage par la lumière naturelle n'est donc assuré que par la rosace occidentale et la vaste baie du chevet, ainsi qu'indirectement par les bas-côtés. Le remplage de la rosace se compose de douze rayons en forme de soufflets trilobés, avec un lobe central très fermé et des lobes latéraux réduits à un quart-de-cercle. Les compartiments sont disposés autour d'un grand oculus central, dont le pourtour comporte quatre redents, comme pour esquisser un quadrilobe. La baie du chevet est à trois lancettes à têtes trilobées, qui sont surmontées de trois soufflets dissymétriques et de huit étroites mouchettes ou écoinçons, tous ajourés. Pour Charles Huet, les deux fenêtres portent les caractéristiques du début du XVIe siècle. L'élancement du vaisseau est tout relatif, puisque la hauteur de 9,70 m sous le sommet des voûtes correspond à seulement une fois et demi la largeur entre les piliers, comme dans la plupart des églises flamboyantes rurales de la région. L'arc brisé règne sur toutes les arcades et les voûtes. Il n'y a pas de distinction architecturale entre nef des fidèles et sanctuaire, mais un décrochement existe au-dessus du troisième arc-doubleau, et celui-ci et le doubleau suivant sont plus larges que les autres. Le décrochement indique une interruption du chantier, tandis que le renforcement des doubleaux était destiné à contrebuter l'ancien clocher, au sud de la quatrième travée. Quoi qu'il en soit, le profil des ogives et celui des autres doubleaux est identique sur toute la longueur du vaisseau. Il est prismatique et aigu, et caractéristique de la période flamboyante.
Plusieurs clés de voûte ont été bûchées ou effacées à la Révolution. Seule la deuxième travée conserve un décor flamboyant de sept festons formés par des contrecourbes, et garnis de crochets végétaux. Dans les deux dernières travées, l'on trouve des écussons vierges, dont Charles Huet pense qu'elles subsistent du XIVe siècle ou du XVe siècle, ce qui apparaît comme une conjecture sans fondement en raison de leur absence de style. Les nervures des voûtes se fondent, en général, directement dans les piliers. Une exception existe à l'est de la troisième travée, devant le décrochement, où les ogives pénètrent dans les murs, et où le pilier est muni d'un tailloir circulaire simplement mouluré, tout comme par ailleurs le pilier suivant. On peut supposer un rapport avec les doubleaux renforcés, qui retombent justement sur ces piliers. Les formerets font défaut dans l'ensemble de l'église. Depuis la retombée des voûtes, un renflement descend les murs jusqu'aux piliers cylindriques appareillés en tambour des grandes arcades, comme à Bessancourt, Jagny-sous-Bois, La Chapelle-en-Serval, Précy-sur-Oise, Survilliers, Le Thillay ou Vauréal. Les piliers au sud de la quatrième travée sont carrés, aux angles taillés en biseau, ce qui évoque pour Charles Huet la fin du XIIe siècle. Les grandes arcades sont assez sommairement moulurées d'une gorge peu profonde de chaque côté, tandis que l'intrados est légèrement concave, sans adopter la forme d'un boudin. Charles Huet voit une différence de profil entre les grandes arcades de la nef et celles du chœur, ce qui ne paraît pas du tout évident. Par la simplicité de la modénature, la rareté des éléments sculptés, l'absence de formerets et ses proportions un peu trapues, l'église de Vémars se rapproche de ses voisines de La Chapelle-en-Serval, Moussy-le-Neuf, Survilliers, Le Thillay et Vineuil-Saint-Firmin. Elle est « représentative de cette architecture gothique tardive assez simple et répétitive qui, à partir de la seconde moitié du XVe siècle, accompagna l'important mouvement de reconstruction rendu nécessaire par les désastres de la Guerre de Cent Ans » (Dominique Vermand).

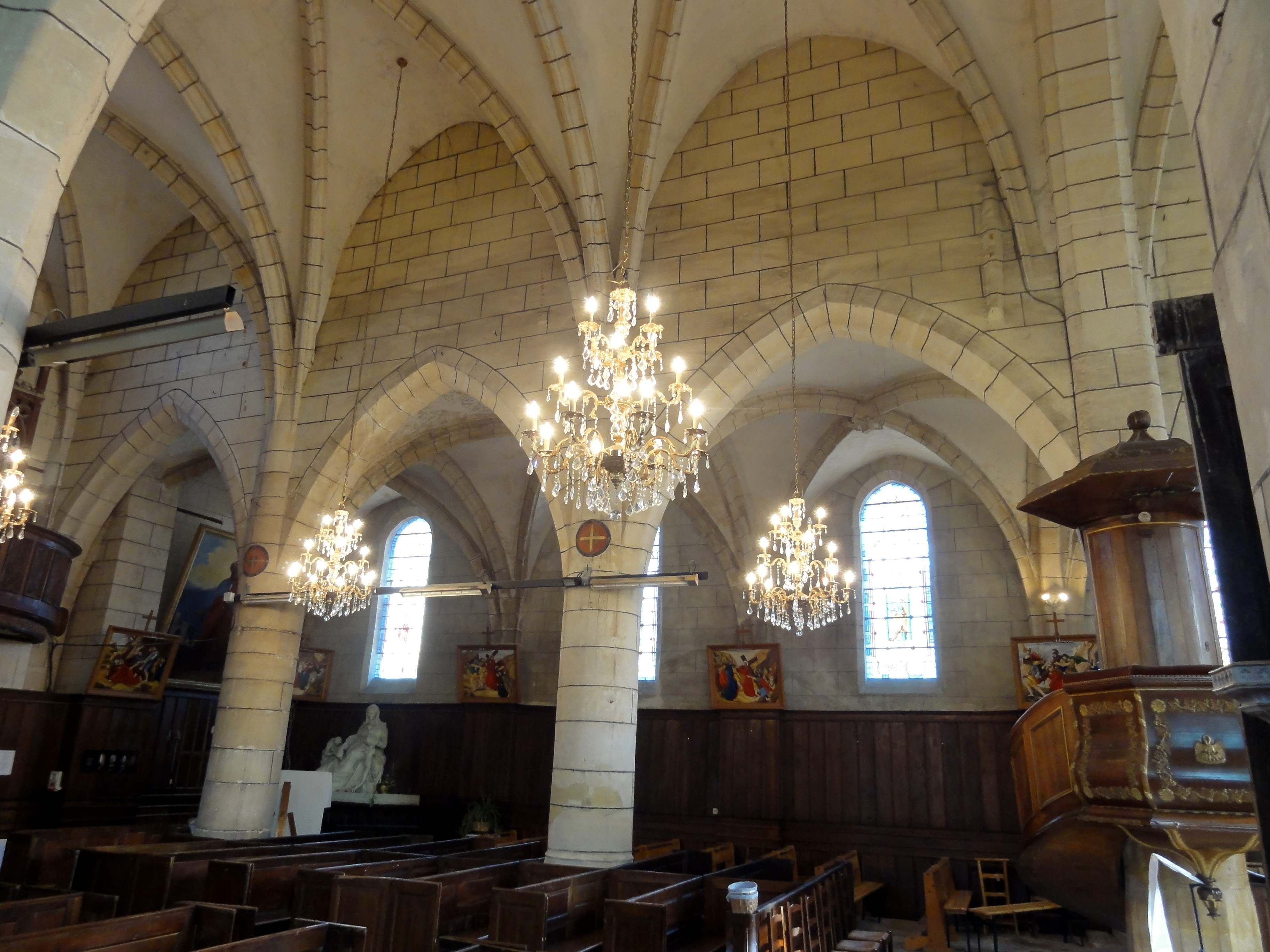
1re-3e travée (nef), élévation nord.
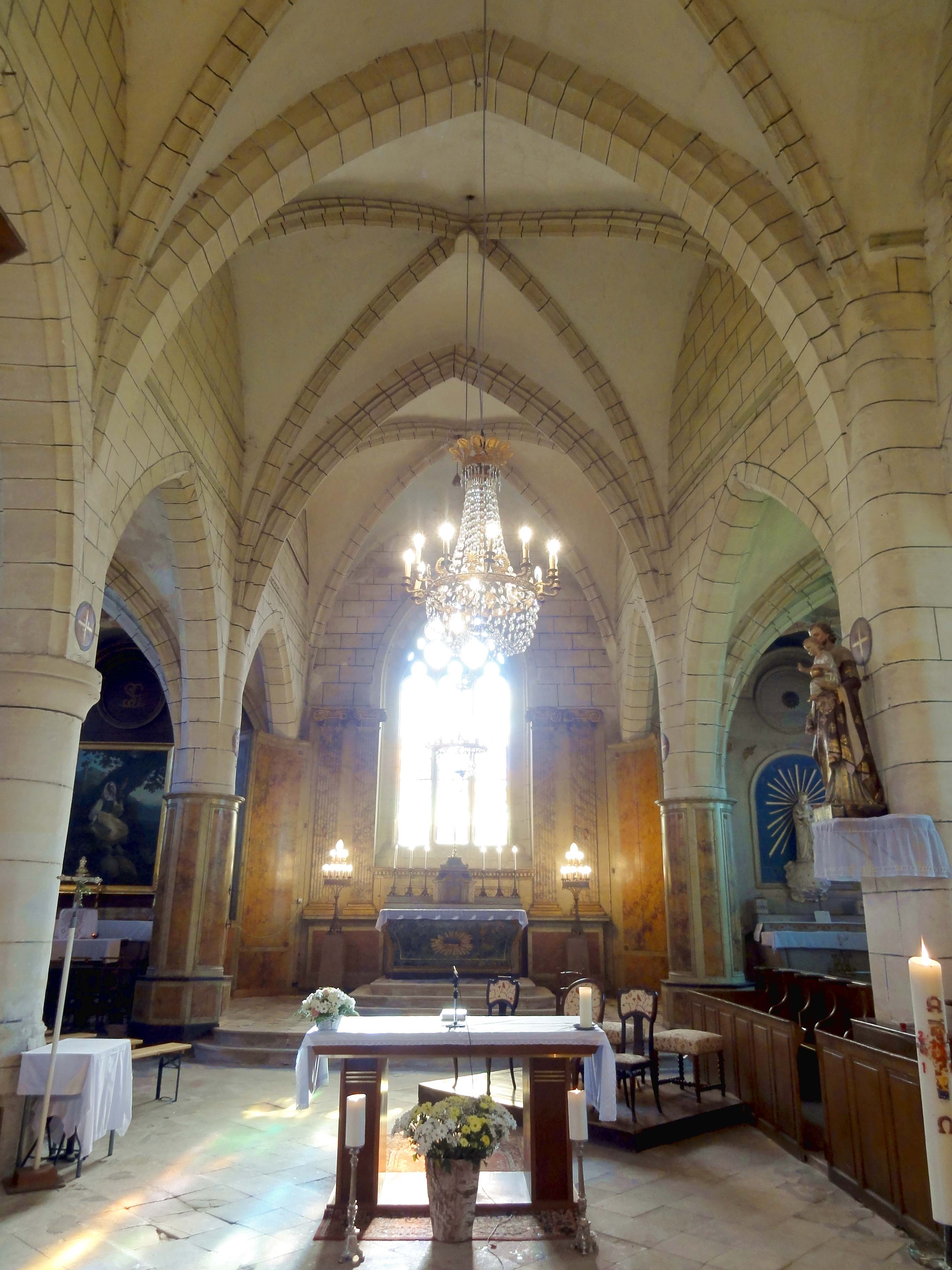
4e travée, vue vers l'est dans le chœur.
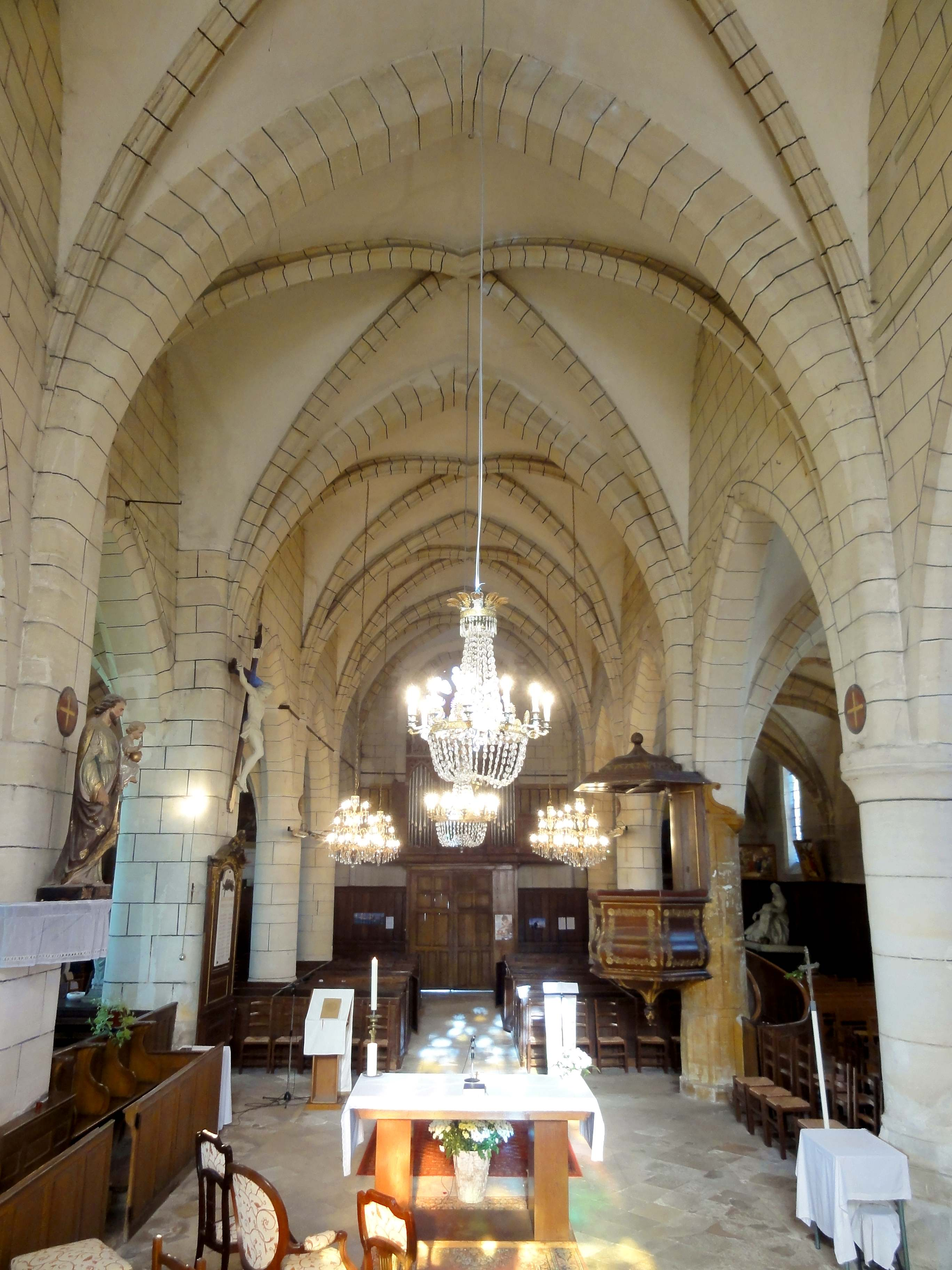
5e travée (chœur), vue vers l'ouest.
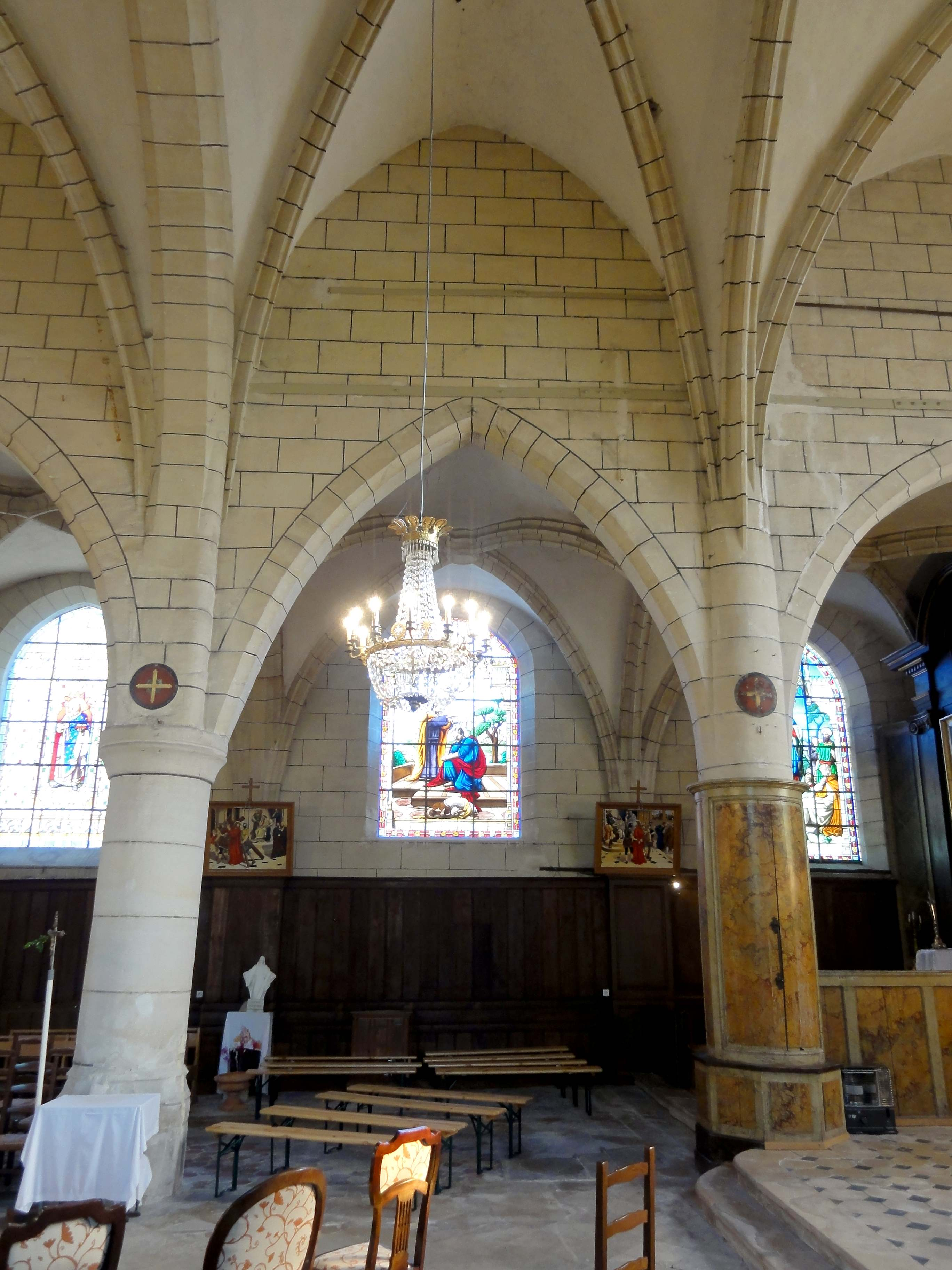
5e travée (chœur), élévation nord.
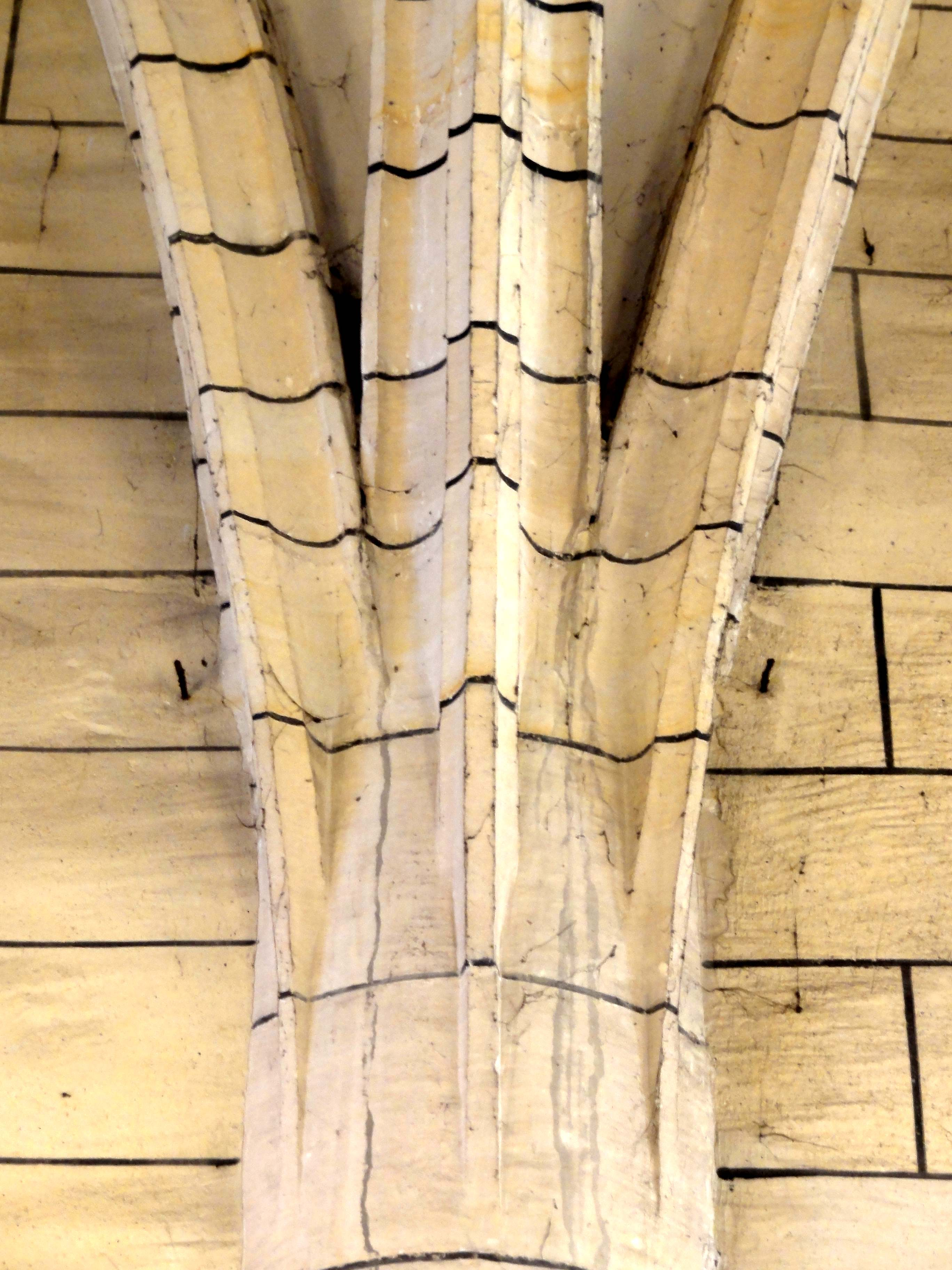
Retombée des voûtes.
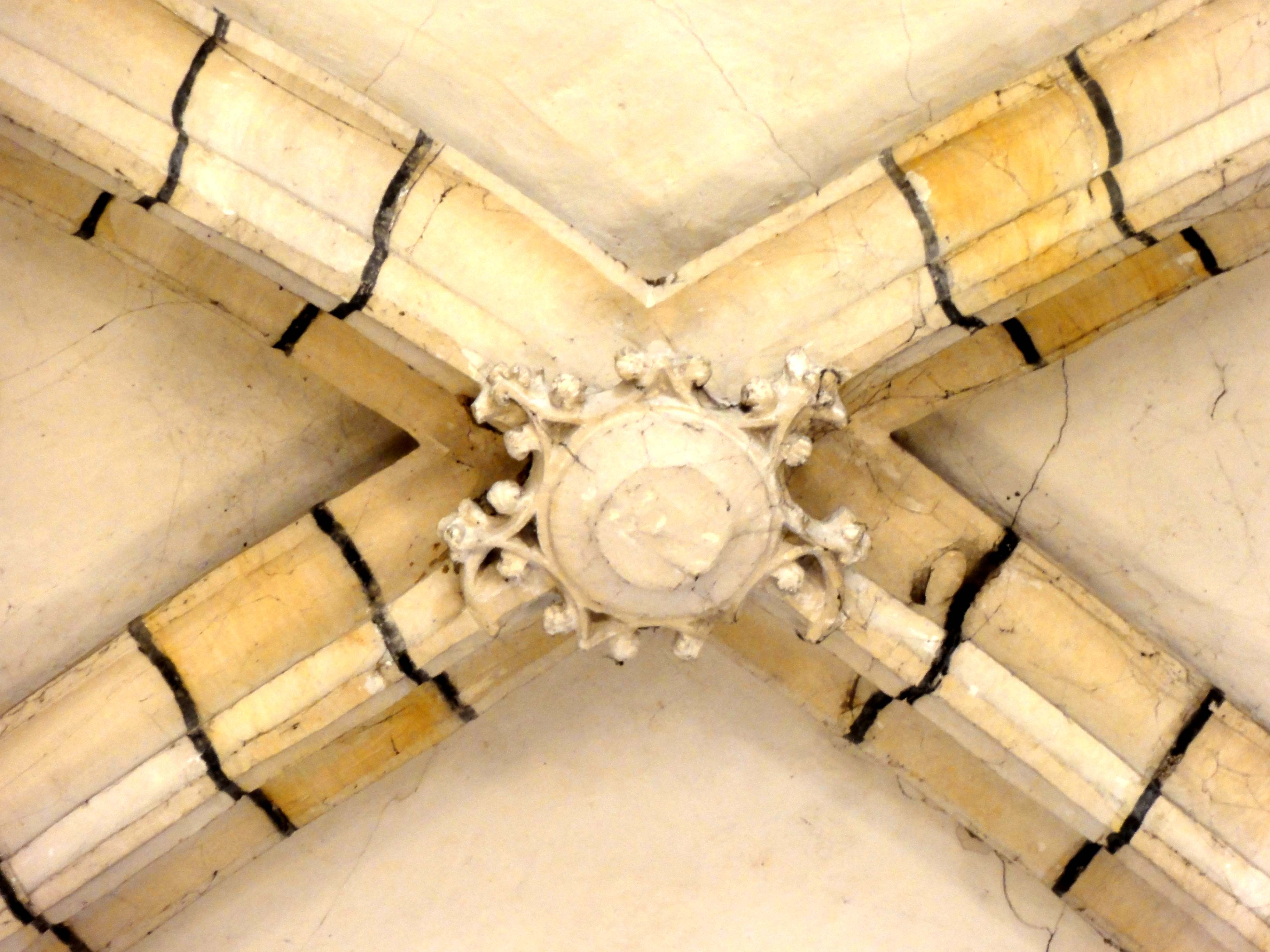
Clé de voûte de la 2e travée.

#### Bas-côtés

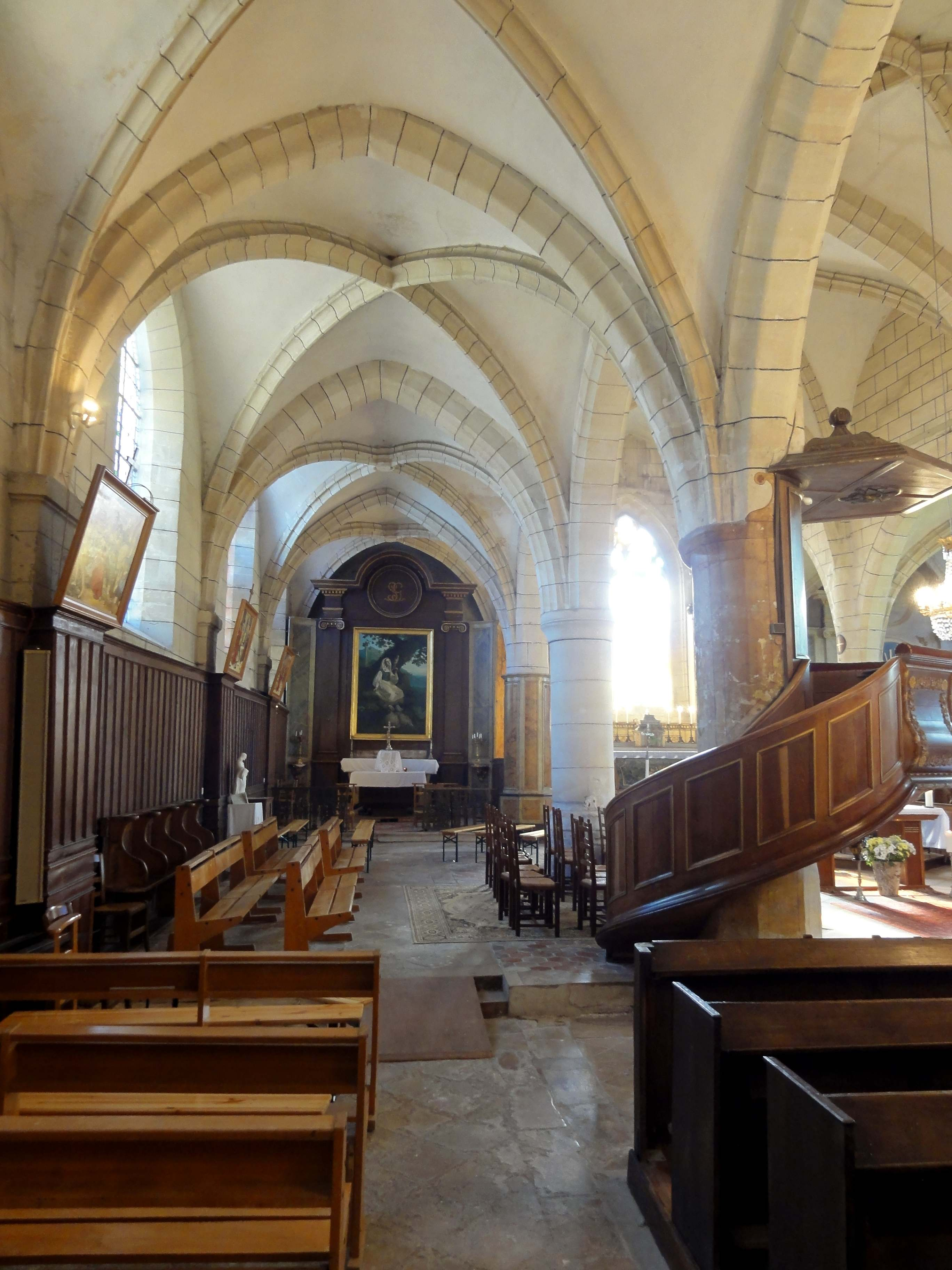
Bas-côté nord, 4e travée, vue vers l'est.

Les bas-côtés atteignent une hauteur de 6,60 m sous le sommet des voûtes, soit un tiers de moins que le vaisseau central. Ils ont des travées approximativement carrées. Les ogives et doubleaux adoptent le même profil que dans le vaisseau central. Dans les deux dernières travées du sud, ils sont très déformés, et d'après Charles Huet, ces voûtes pourraient provenir de la précédente église, et dater du XIIIe siècle. Les nervures auraient été retaillées ou ré-appareillées, mais les clés de voûte conservées. Cette hypothèse n'est guère plus convaincante que celle formulée à propos des clés de voûte des deux dernières travées du vaisseau central. D'un côté, l'on refait plutôt les voûtains et conserve les ogives si les voûtes se fragilisent, et d'un autre côté, la clé de la cinquième travée est un disque sculpté en bas-relief, comme dans la première travée, et la clé de la sixième travée arbore des feuillages traités dans le goût flamboyant. Deux autres clés du bas-côté sud ont été bûchées, et dans la quatrième travée, soit la base de l'ancien clocher, les ogives se croisent tout simplement. Dans le bas-côté nord, trois clés conservent de délicats découpages flamboyants d'une belle facture, mais aucune ne demeure tout à fait intacte. La retombée des voûtes le long des murs s'effectue généralement sur des piliers engagés aux angles émoussés, ce qui rappelle quelque peu le profil des grandes arcades. Les trois derniers doubleaux du bas-côté nord sont reçus sur des pilastres munis de tailloirs, ce qui devrait résulter d'une réfection à la période moderne. Seulement les parties hautes des supports sont visibles, car les murs sont habillés de boiseries des années 1880 jusqu'aux fenêtres. L'on peut distinguer deux types de fenêtres dans les trois premières et les trois dernières travées : les unes sont éclairées par des lancettes simples en arc brisé, et les autres par de grandes fenêtres en plein cintre. La baie de la base de l'ancien clocher est la seule à posséder un remplage, qui est de type Renaissance, mais date seulement de la réparation après l'incendie. Du temps de l'existence de la sacristie, cette baie était bouchée. Les baies du chevet le sont toujours, et il n'y a pas de fenêtre en façade. Dans la première travée du bas-côté nord, un contrefort du clocher fait saillie. En ce qui concerne l'affectation des bas-côtés, la première travée du nord abrite les fonts baptismaux, tandis que la dernière travée est la chapelle de la Vierge. La dernière travée du nord est la chapelle Sainte-Geneviève.

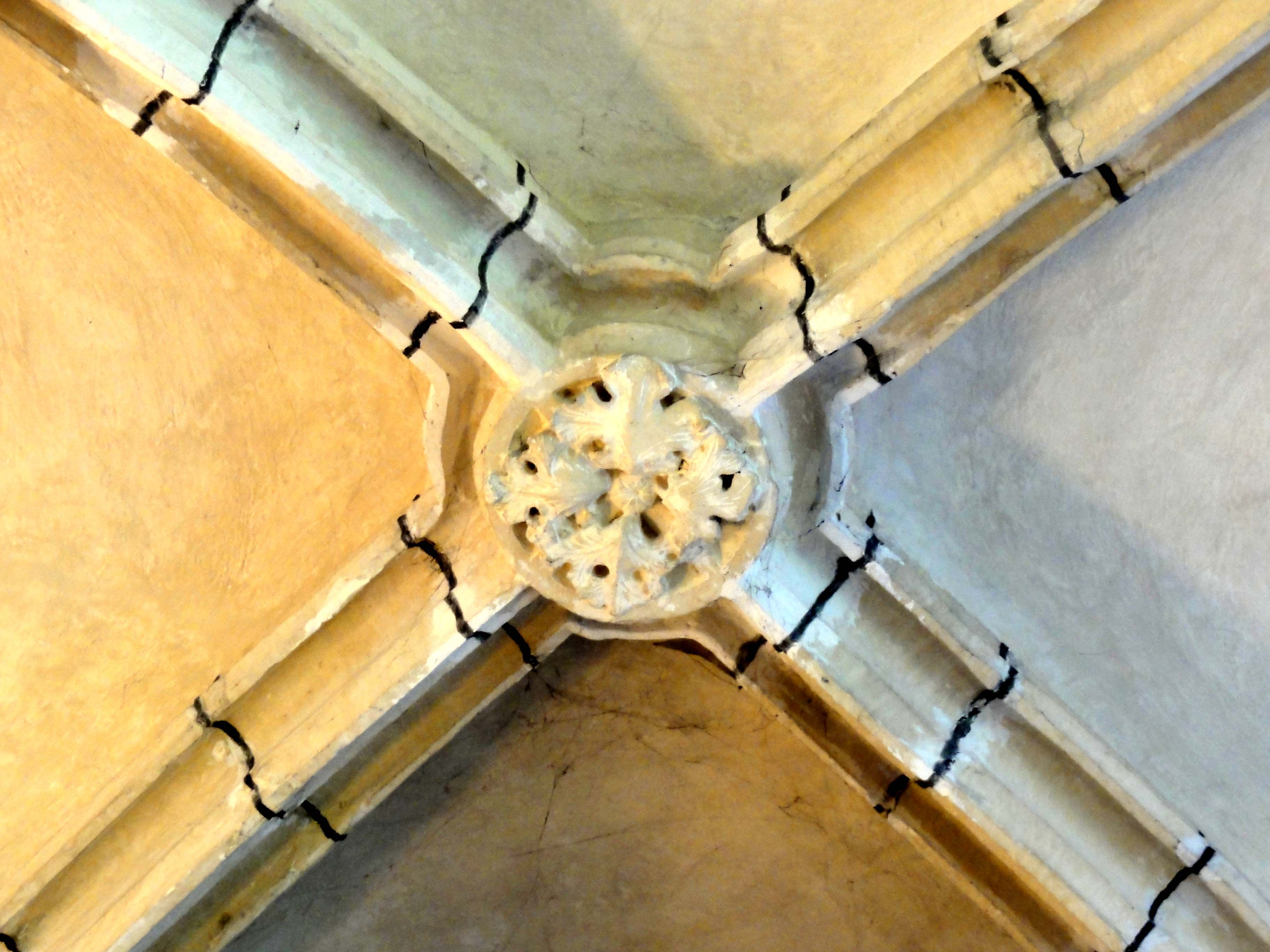
Bas-côté sud, 6e travée, clé de voûte.
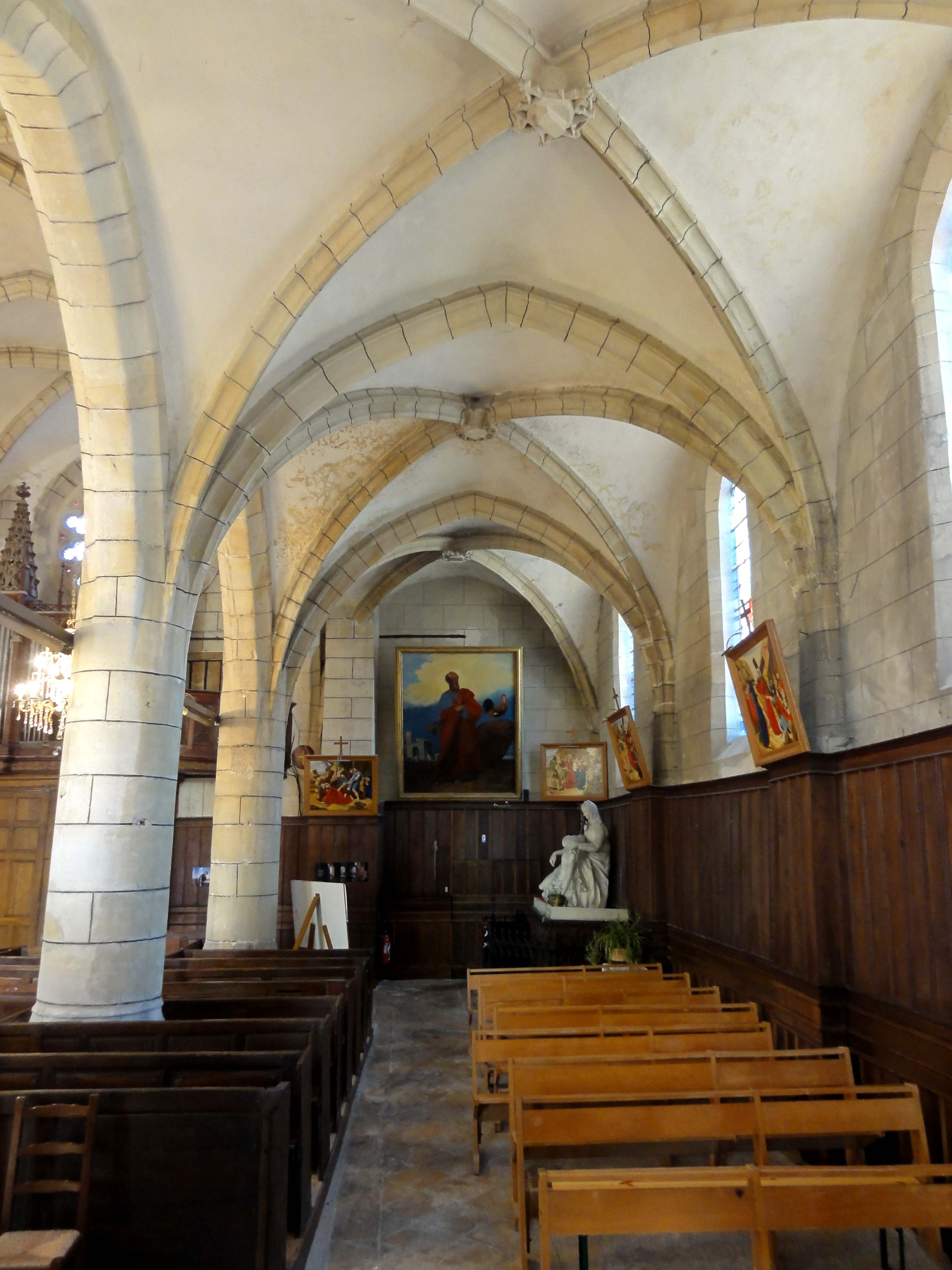
Bas-côté nord, 3e travée, vue vers l'ouest.
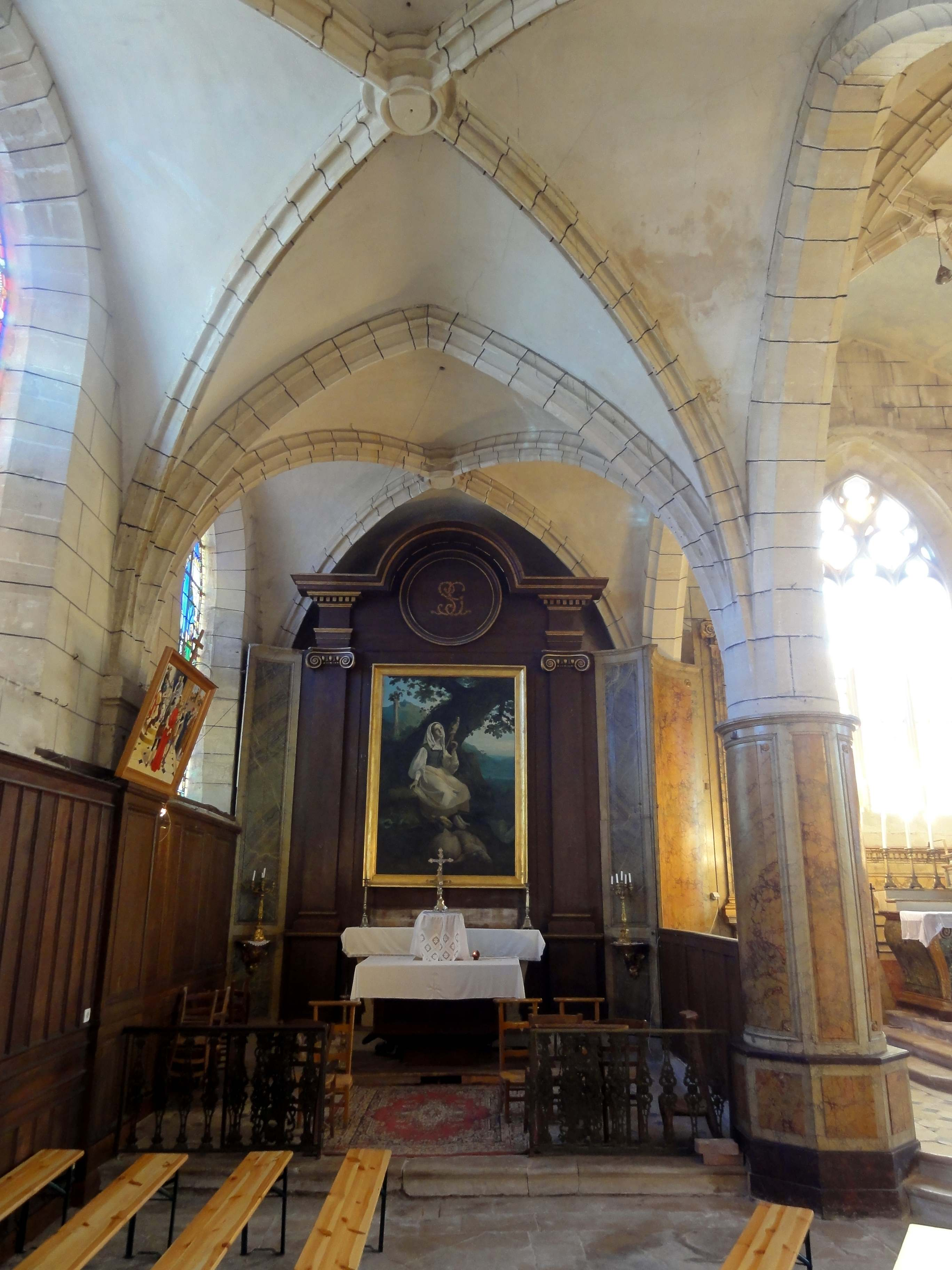
Bas-côté nord, 5e travée, chapelle Ste-Geneviève.
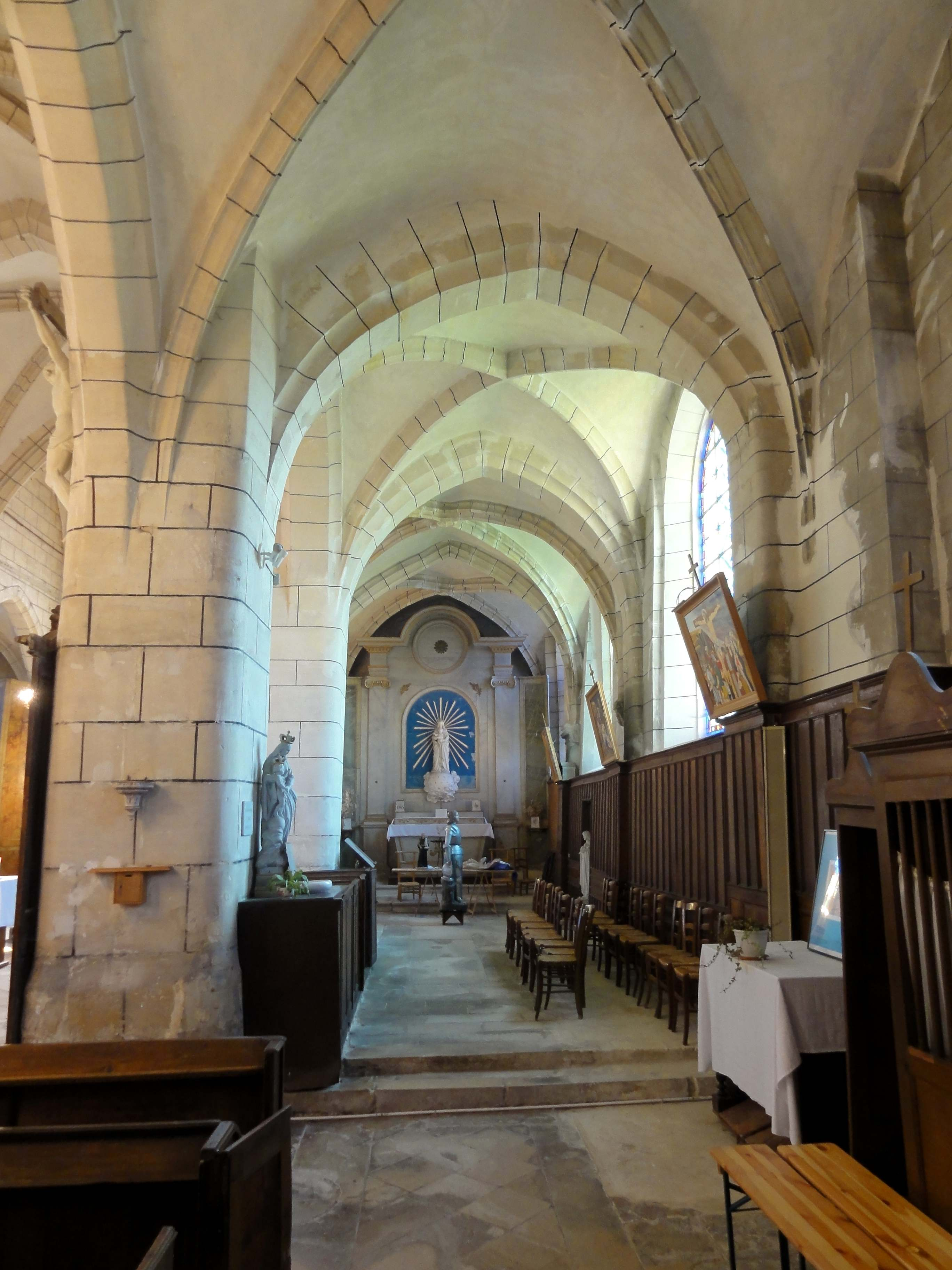
Bas-côté sud, 4e travée, vue vers l'est.
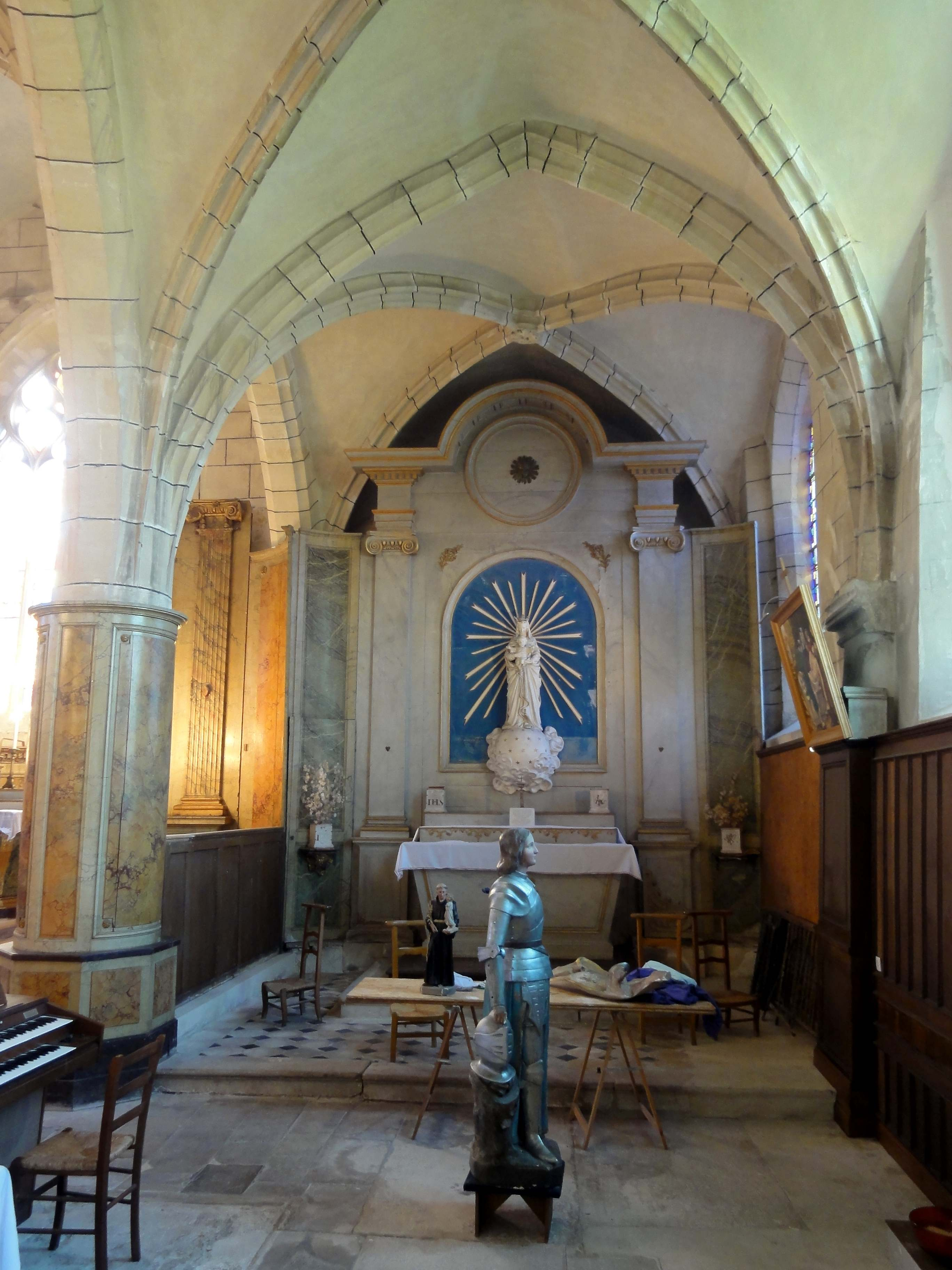
Bas-côté sud, 5e travée, chapelle de la Vierge.
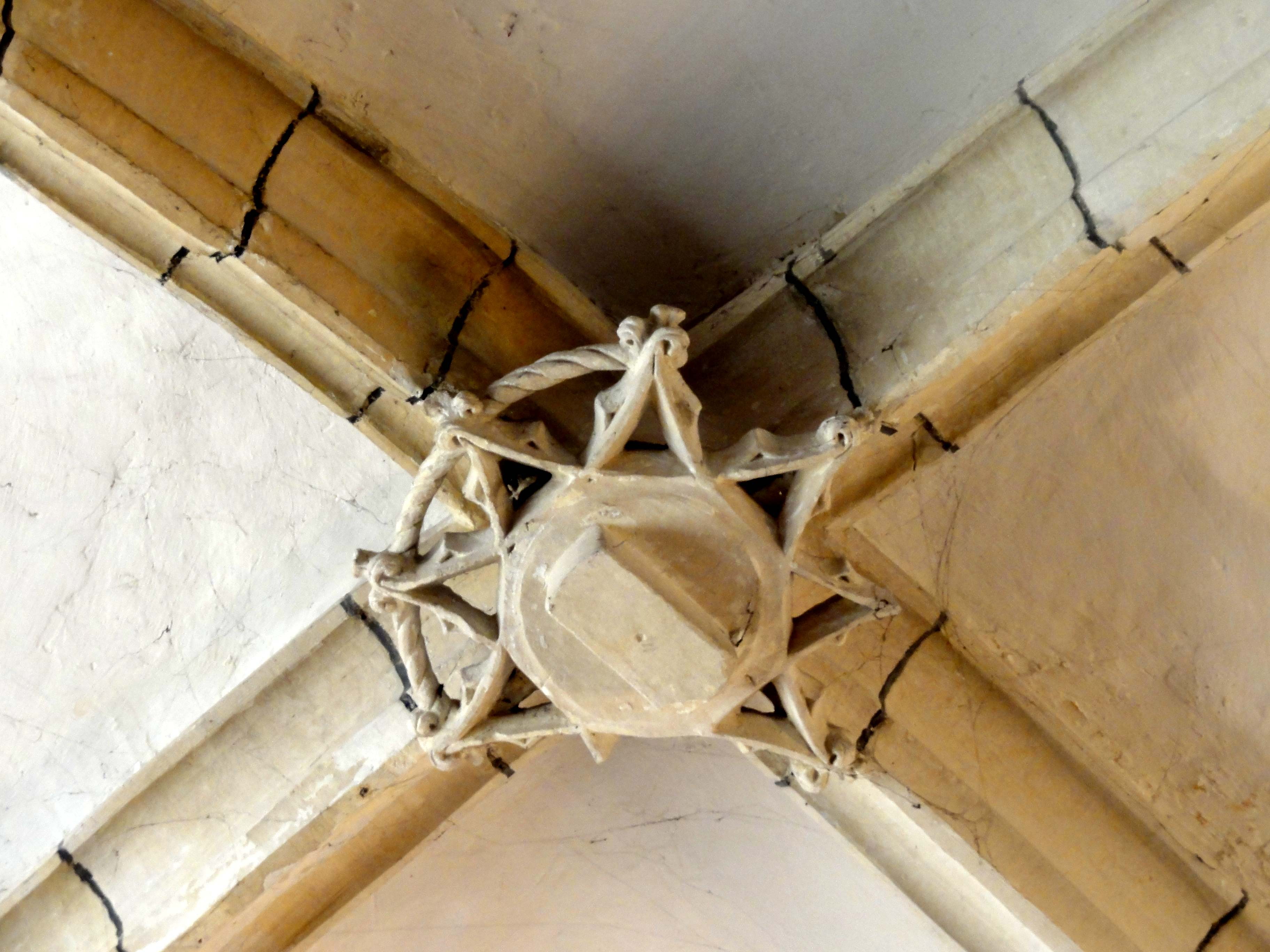
Bas-côté nord, 3e travée, clé de voûte.

### Extérieur

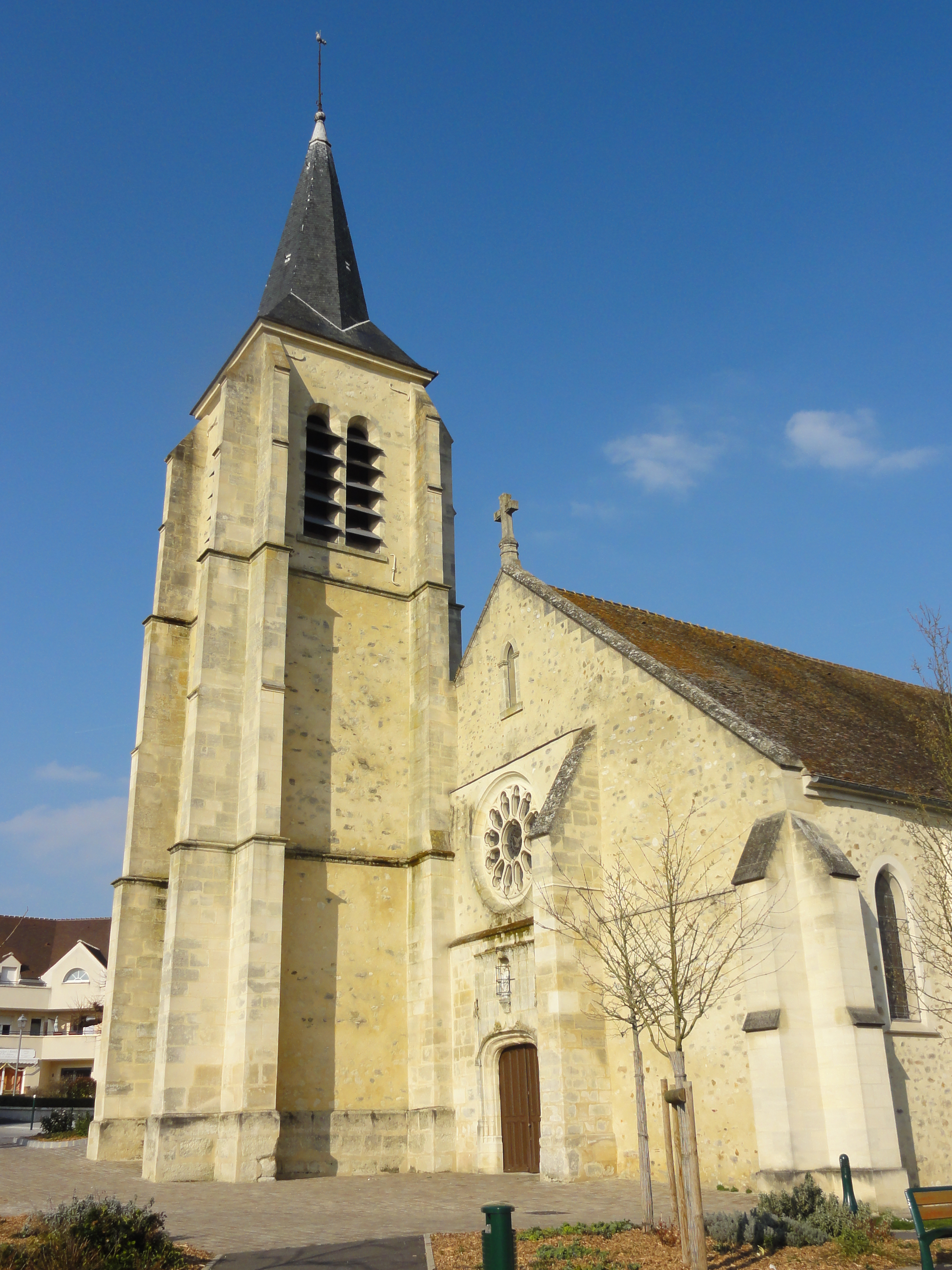
Clocher et façade, vue depuis le sud-ouest.

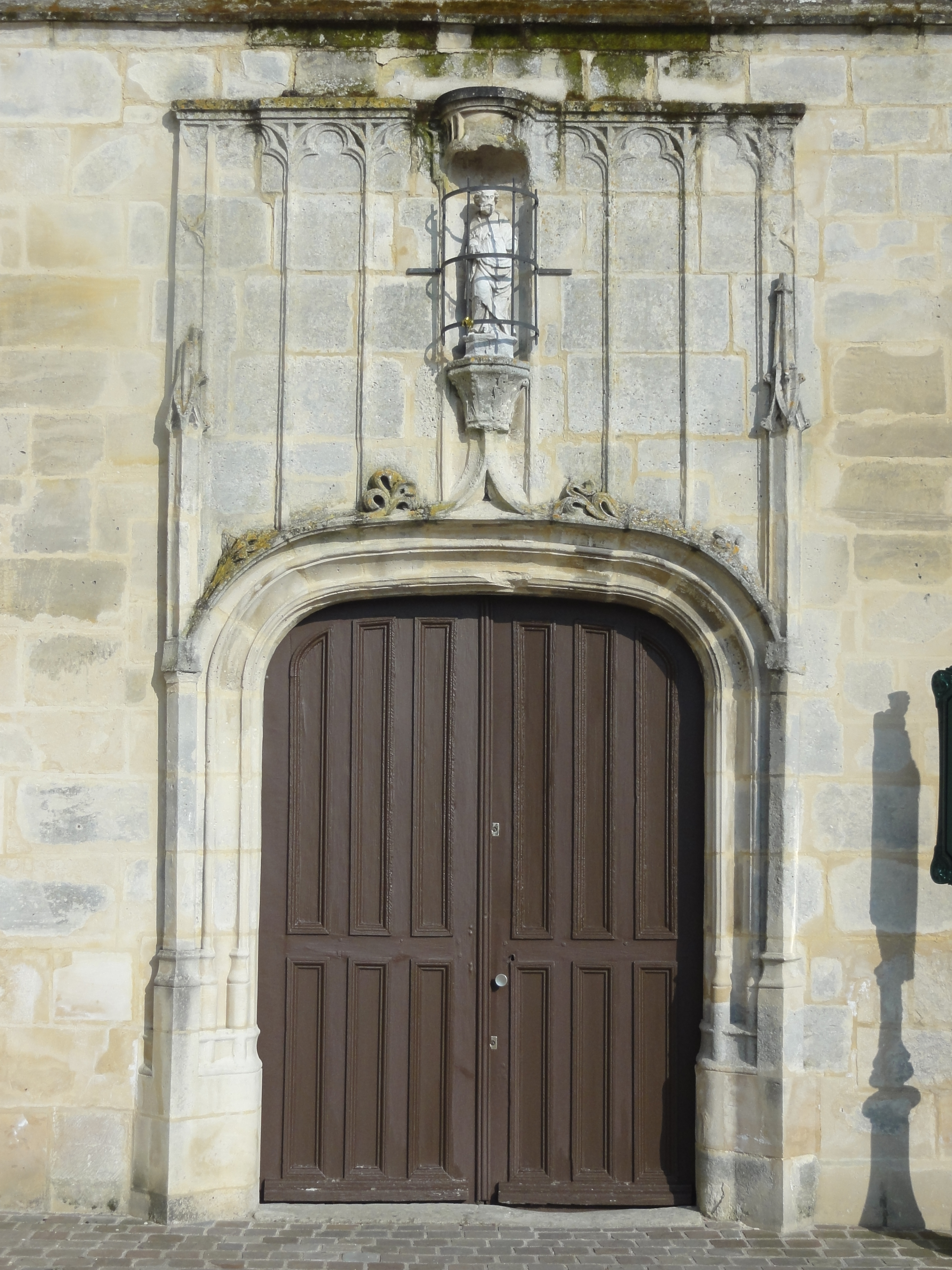
Portail occidental.

L'église est, pour l'essentiel, bâtie en moellons irréguliers noyés dans un mortier, à l'instar de la plupart des corps de ferme et habitations rurales anciennes du pays de France. Il n'y a même pas de chaînages. Aujourd'hui, les murs sont néanmoins d'une belle régularité, ce qui ne fut pas le cas avant la restauration récente : à de nombreux endroits, les pierres étaient disjointes ou mises à nu, et les surfaces murales étaient loin d'être lisses. La pierre de taille est réservée aux contreforts du clocher, aux parties sculptées du portail, et aux premières assises du clocher, de la façade et de la dernière travée. Même les contreforts des bas-côtés n'étaient pas appareillés en pierre de taille avant la restauration, et ceux du chevet et du bas-côté nord ne le sont toujours pas. Tels que les contreforts du bas-côté sud et du chevet paraissent aujourd'hui, ils correspondent à la période gothique, et reproduisent un type employé du XIIIe siècle jusqu'au début du XVIe siècle. Ces contreforts sont scandés par un larmier, et s'amortissent par un glacis formant larmier. Les photos versées à l'Inventaire montrent des larmiers à certains endroits, mais pratiquement tous les contreforts sont différents, et ils s'amortissent tous par une dalle en position horizontale, comme toujours visible sur l'élévation nord. Certains contreforts étaient de difformes massifs de maçonnerie, comme on peut toujours en voir à Moussy-le-Neuf, Montsoult, Saint-Brice-sous-Forêt ou Saint-Prix, par exemple.
En l'absence de classement aux monuments historiques, l'architecte n'a pas été tenu à respecter en tous points l'authenticité du monument. Les élévations latérales renseignent donc assez peu sur le passé de l'édifice, et certains détails peuvent induire en erreur, comme par exemple l'avant-dernière fenêtre du sud. Son remplage de type Renaissance peut suggérer que les autres fenêtres en plein cintre en étaient également équipées, mais aucun remaniement de l'église à la Renaissance n'est attesté, et le remplage est une création de toutes pièces des restaurateurs. Au chevet des bas-côtés, les fenêtres en tiers-point bouchées indiquent le caractère gothique des bas-côtés. Rien ne reste malheureusement de leur remplage. Seul subsiste celui de la baie d'axe, déjà décrit. L'on note la finesse de la mouluration, et des trous percés dans la gorge qui entoure la fenêtre. Il reste en suspens s'il s'agit d'une disposition à vocation décorative, ou des vestiges d'un grillage. Sous les trois fenêtres du chevet, la limite des allèges est soulignée par un larmier, ce qui est une disposition quasi systématique à la période flamboyante, mais absente sur les élévations latérales de l'église Saint-Pierre-et-Saint-Paul. Ce constat souligne encore le caractère rustique de l'architecture, ce qui n'exclut pas des proportions bien choisies et un volume bâti assez considérable,.
Le clocher est d'une grande sobriété. Il est épaulé par deux contreforts orthogonaux par angle, et subdivisé en trois niveaux par des bandeaux moulurés. L'étage de beffroi est ajouré de deux étroites baies abat-son gémelées par face, qui sont en plein cintre, et entourées d'un simple ébrasement, sans le moindre décor. En dehors de la baie d'axe du chevet, seule la façade est d'un réel intérêt architectural et historique. Des réserves doivent toutefois être émises sur l'authenticité du réseau de la rosace, car les quatre petits festons autour de l'oculus central n'ont pas leur équivalent dans l'architecture flamboyante de la région. Au-dessus et en dessous de la rosace, le mur se retraite par un fruit. Le contrefort à droite du portail s'arrête au niveau du larmier supérieur. La façade de la nef de la précédente église est ainsi circonscrite. Le pignon a été remanié au moment de la construction du clocher, car tout comme celui-ci au niveau du rez-de-chaussée et de l'étage intermédiaire, il est percé d'une petite baie en tiers-point entourée d'un fin tore, avec des chapiteaux seulement ébauchés au niveau des impostes. Le pignon est toujours sommé d'une croix en antéfixe, dont la base concorde avec le style flamboyant. Pour venir au portail, il est en anse de panier, et entouré d'une double archivolte décorée de moulures prismatiques, qui se continuent sans interruption sur les piédroits. Ils sont flanqués, à gauche et à droite, de minces contreforts qui se présentent par un angle saillant, et servent de prétexte à de grêles pinacles plaqués en haut. L'extrados est garni de quelques feuillages épars, et surmonté d'une accolade peu accentuée, qui bute contre une console revêtue de feuillages. Elle sert de support à une statue de saint Paul (selon l'Inventaire) ou de saint Pierre (selon Charles Huet). C'est une réplique de l'œuvre originale, conservée en mairie. Au-dessus, le dais est abîmé, mais tout l'espace compris entre le portail et le premier larmier est décoré d'un ensemble de six arcatures trilobées plaquées. Dans son ensemble, le portail est représentatif de l'art flamboyant dans la région. Aux antipodes de l'exubérance de ses homologues de Louvres ou Ève, il fournit un exemple d'une réalisation à l'économique, qui ne sacrifie pour autant pas au bon goût,,.

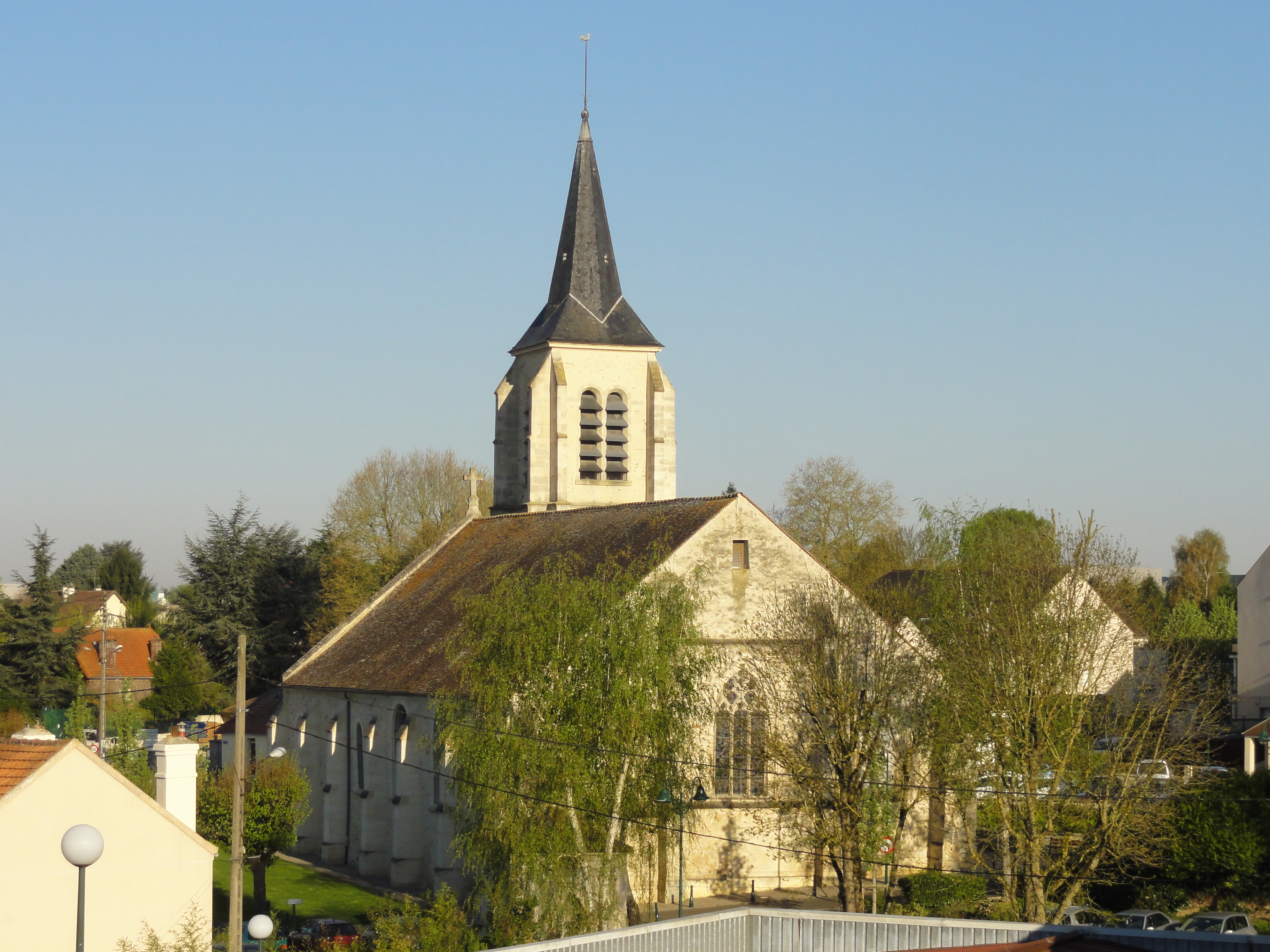
Vue depuis le sud-est.
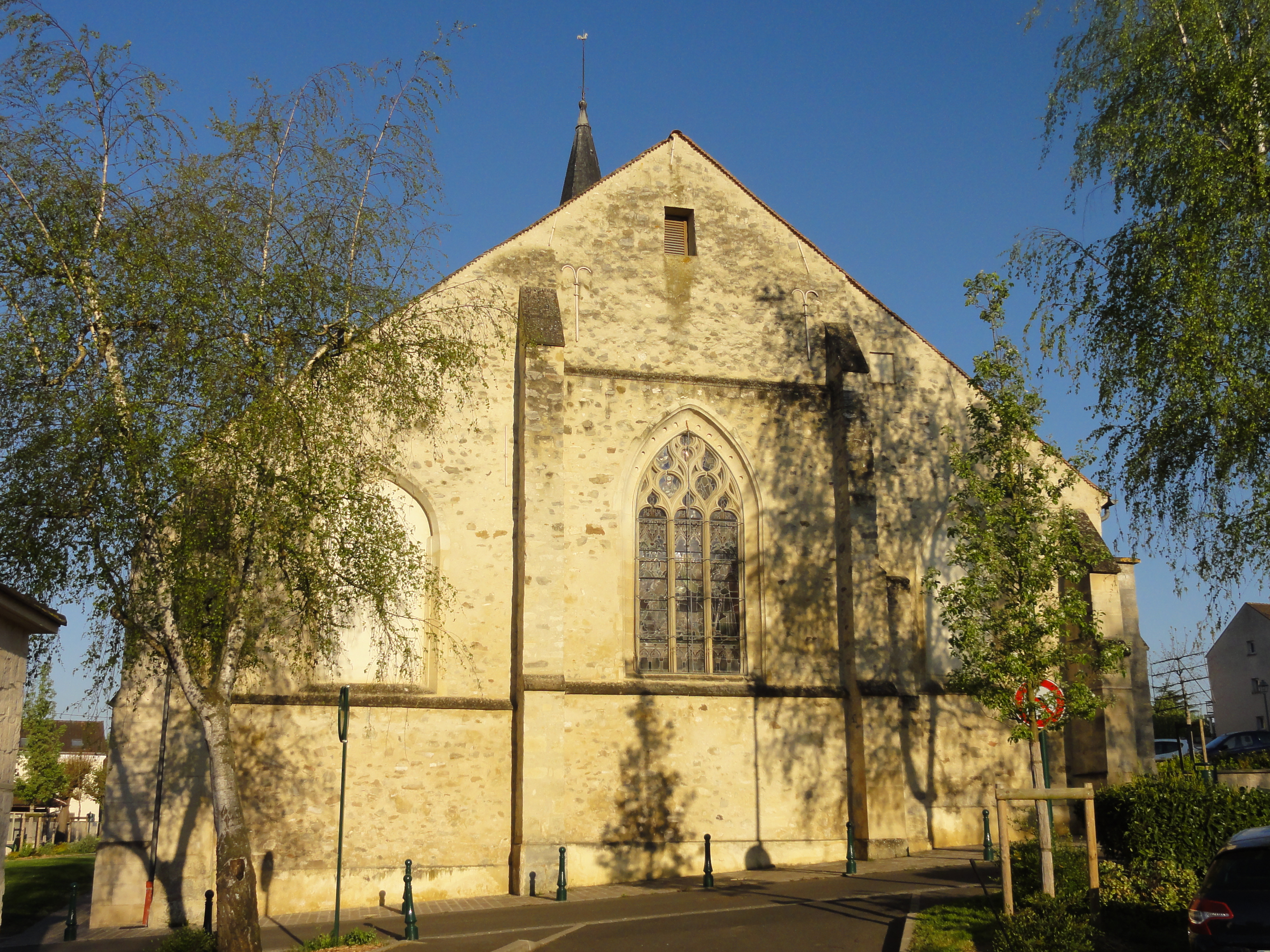
Chevet.
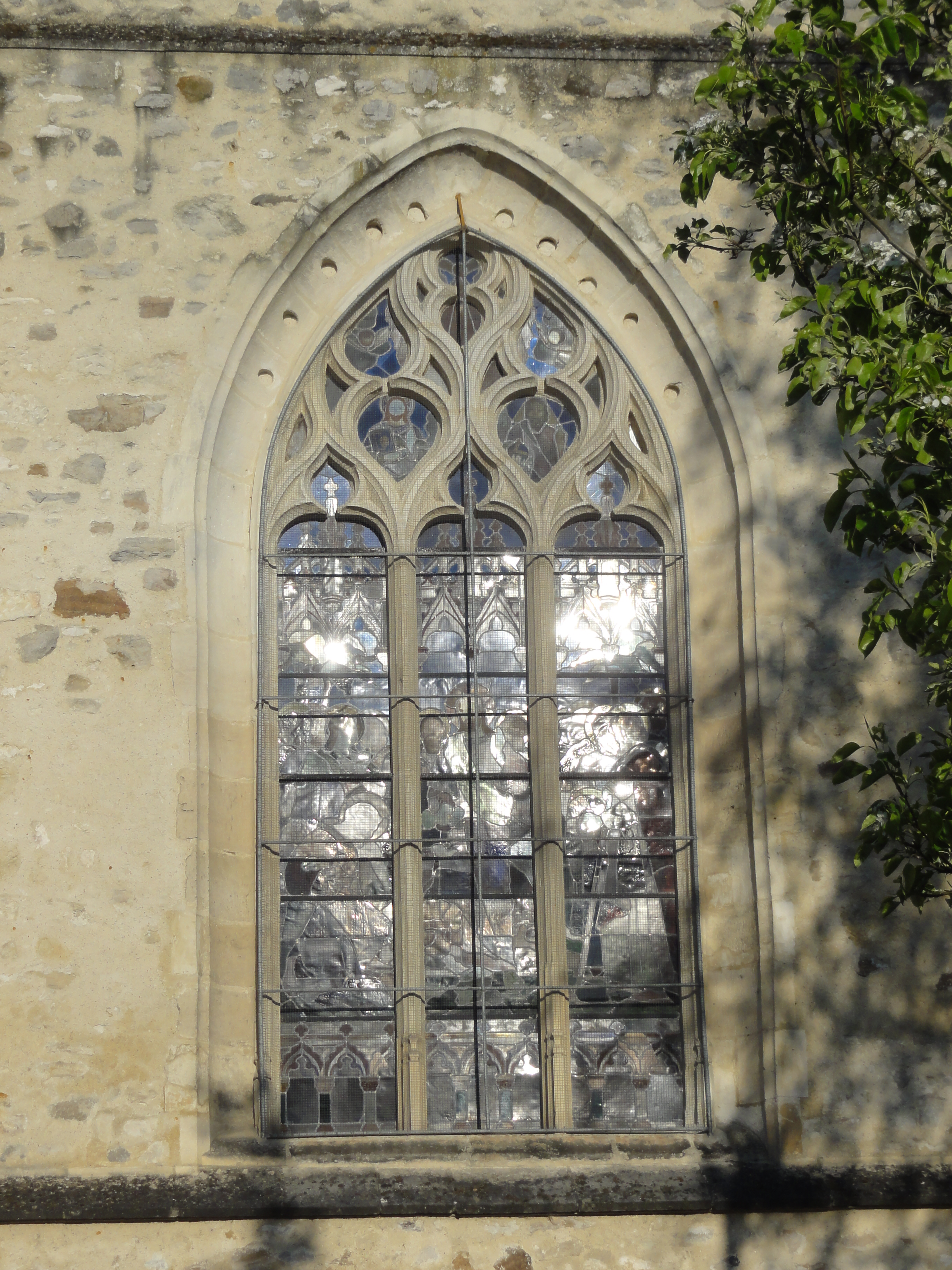
Baie d'axe du chevet.
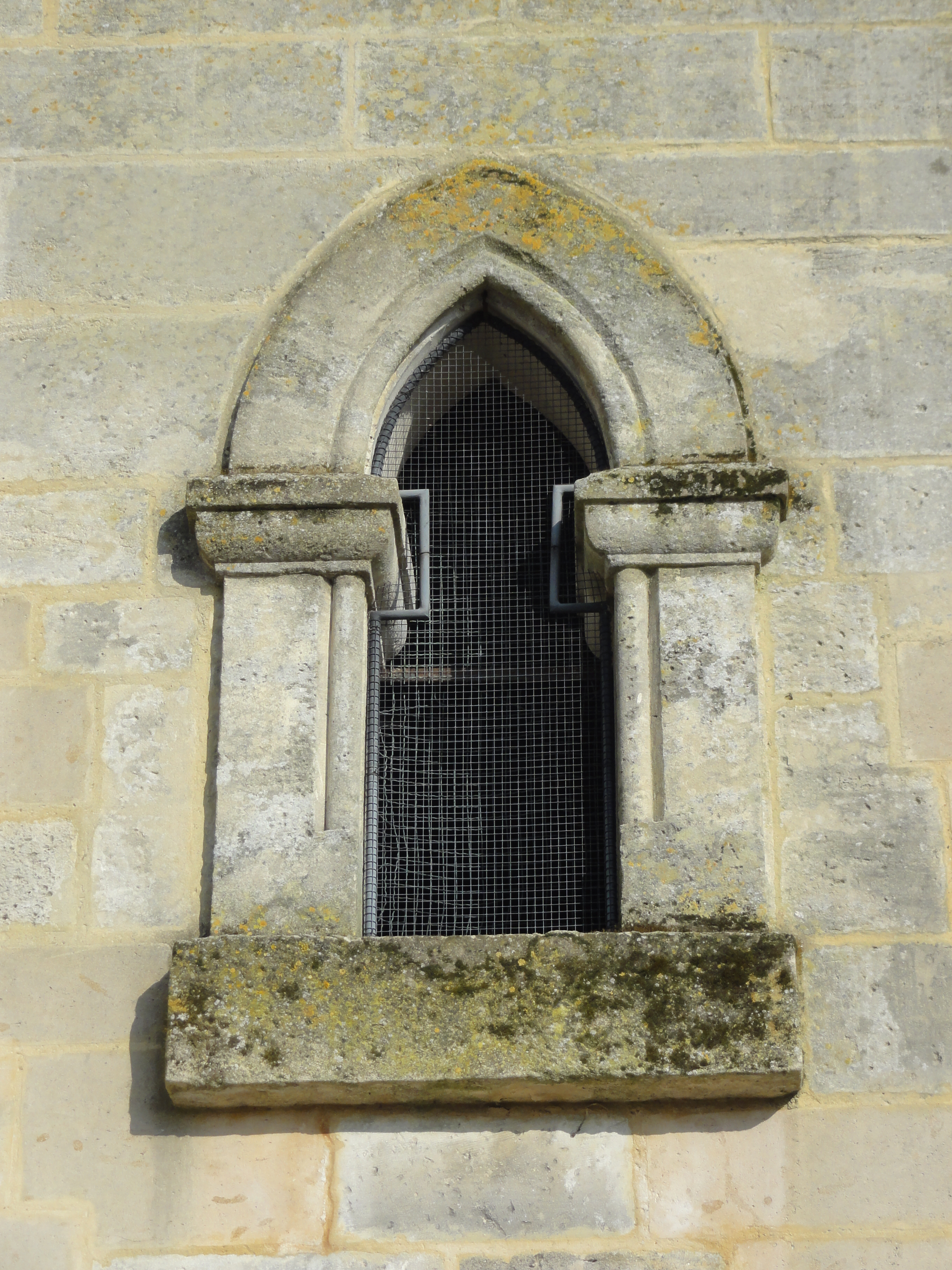
Baie inférieure du clocher.
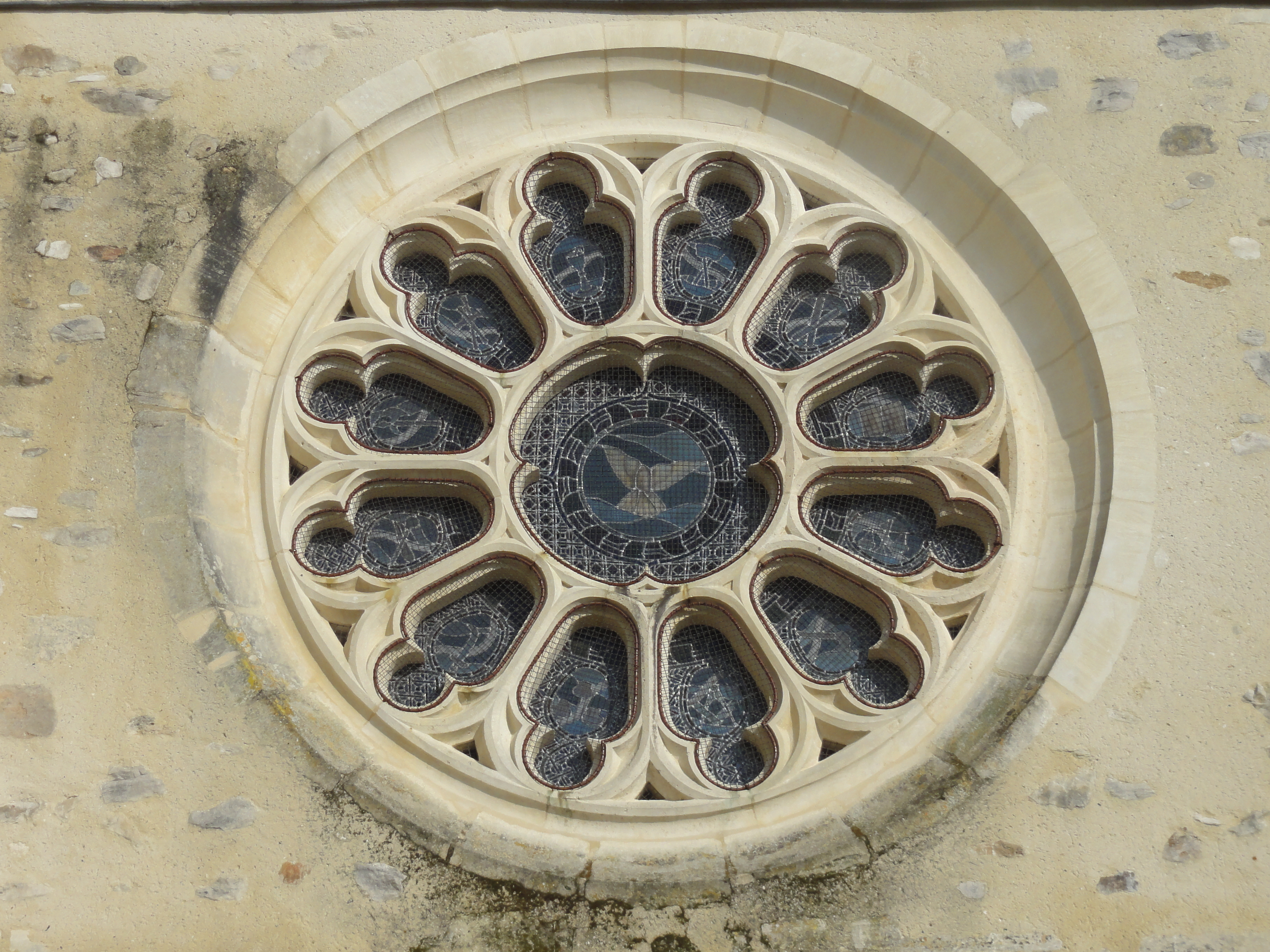
Rosace de la façade.
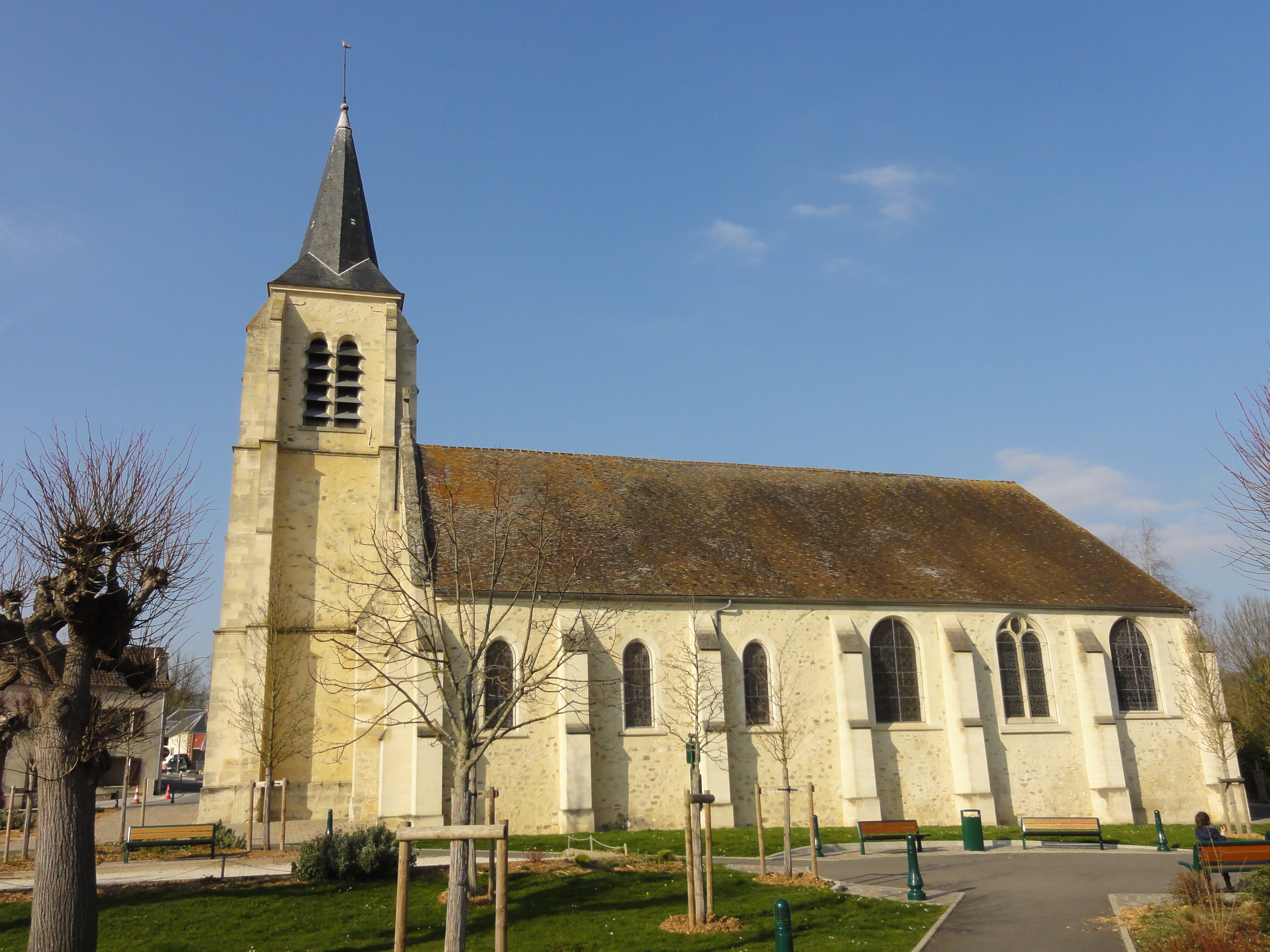
Vue depuis le sud.

## Mobilier

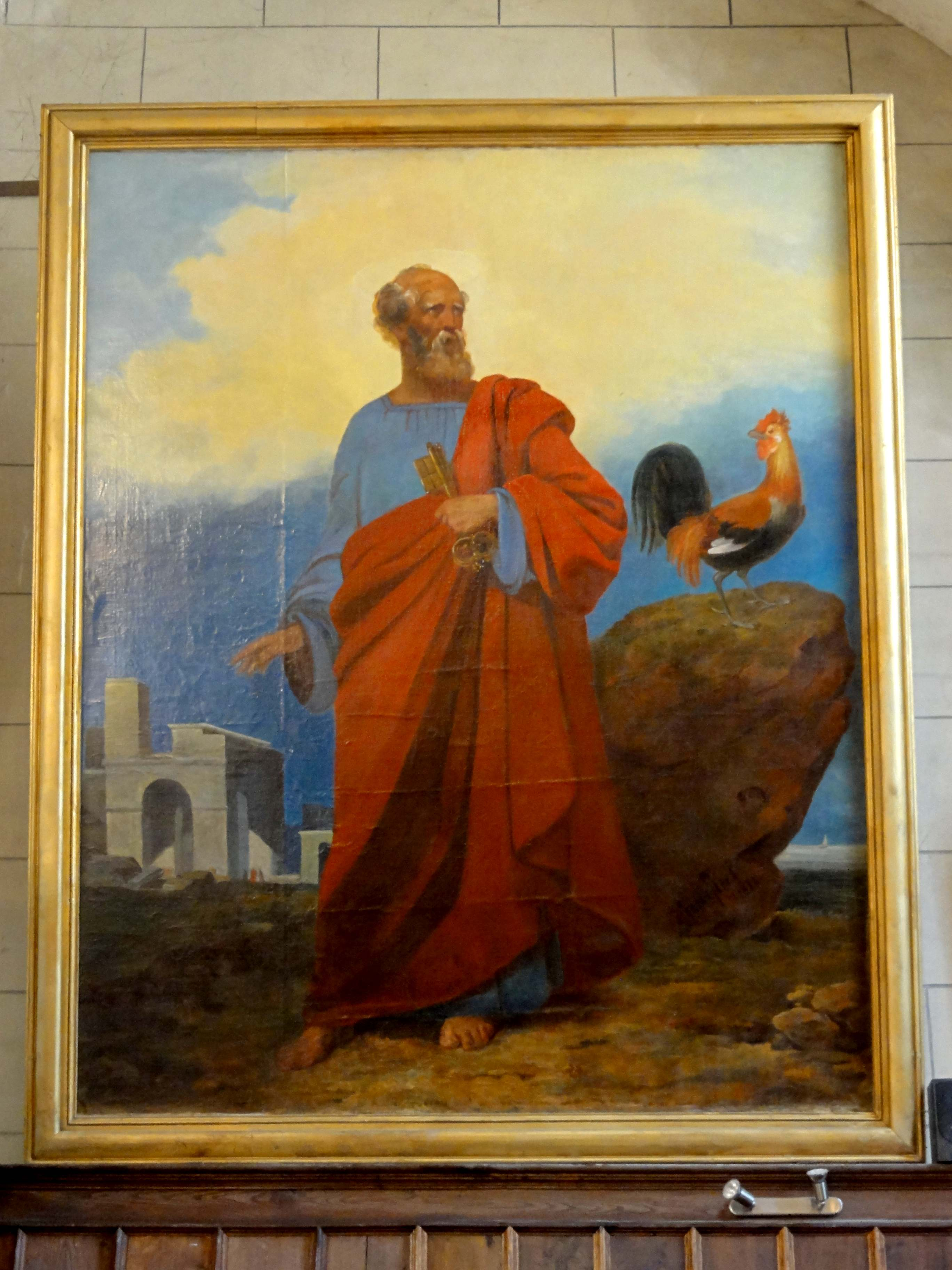
Reniement de saint Pierre.

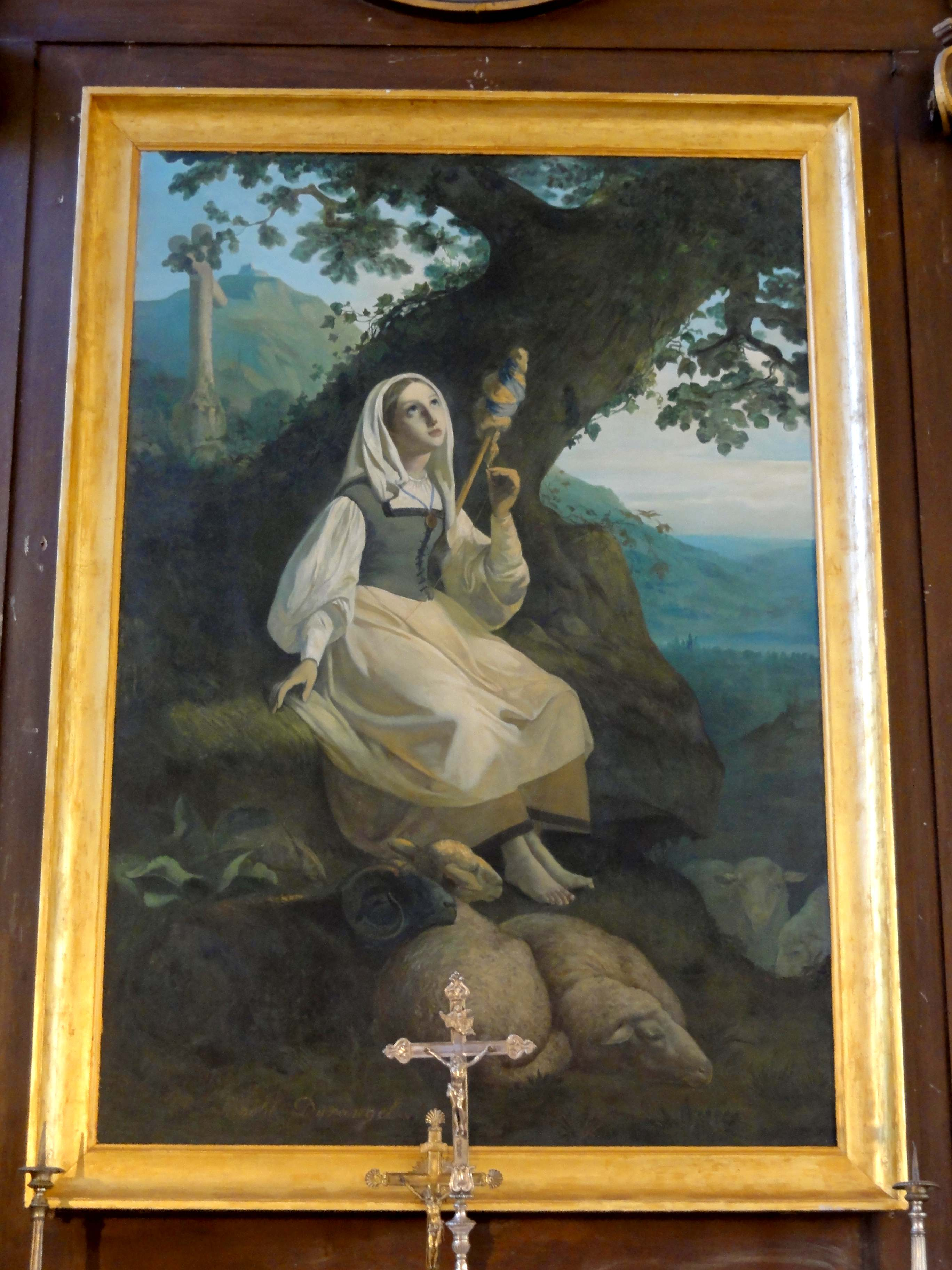
Sainte Geneviève.

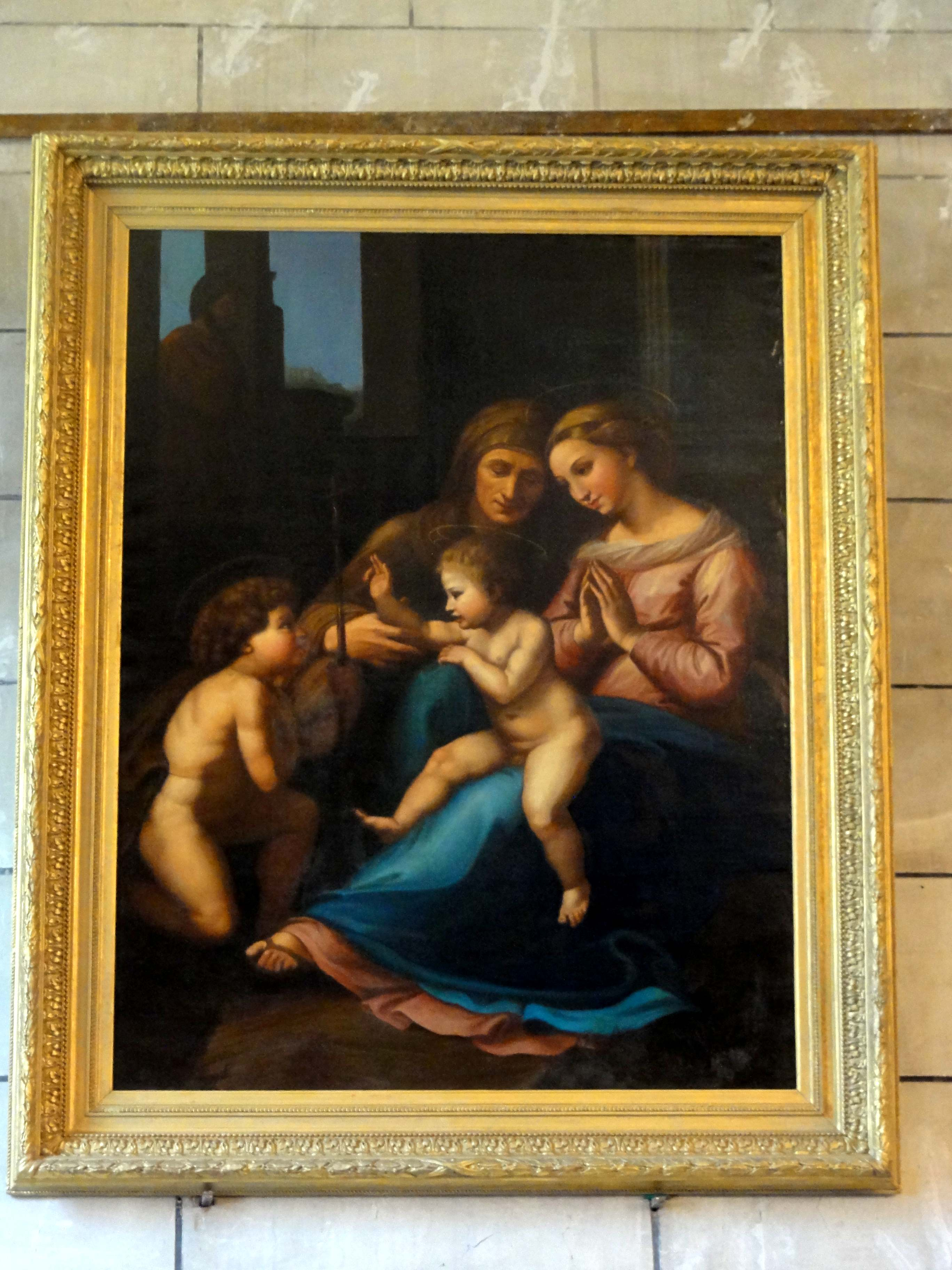
Jésus et saint Jean-Baptiste.

Parmi le mobilier de l'église, un seul élément est classé monument historique au titre objet. Il s'agit d'une cloche en bronze datée de 1653. Ses dimensions n'ont pas été prises. Le baron Ferdinand de Guilhermy a relevé l'inscription : « + EN 1654 IAY ETE FONDUE ET NOMMEE CATHERINE PAR MARTIN ETIENNE SAINCTOT CONSEILLER DV ROI EN SES CONSEILS & C. EN SA COUR DE PARLEMENT ET CATHERINE PINGRE FEMME DE MESSIRE NICOLAS SAINCTOT PARRAIN & MARRAINE ME NICOLAS DARGONNE CURE & PASQVIER GAVDET MARGVILLIER ». Les Sainctot sont seigneurs de Vémars au XVIIe siècle. Martin-Étienne est conseiller au Parlement de Paris, et Nicolas-Pierre, introducteur des ambassadeurs. Il meurt en 1713 en sa quatre-vingt-sixième année. Son portrait est conservé au musée de l'Histoire de France de Versailles sous le n° 3477. Sa fille Claude-Catherine épouse le comte Jean Maurice de la Tour d'Auvergne en 1713. Morte en 1750, elle est inhumée en l'église de Vémars. Le curé Nicolas Dargonne meurt le 3 février de l'une des années suivantes. Un fragment de sa dalle funéraire a été utilisé pour faire une marche à l'entrée du chœur. La cloche est toujours en état de marche. Afin d'arrêter l'usure provoquée par l'impact du battant sur son bord inférieur, toujours au même endroit, elle a été tournée d'un quart de tour, et le battant a été remplacé. Le classement remonte à 1944.
La dernière statue antérieure à la Révolution est conservée dans un réduit derrière le retable de Sainte-Geneviève, et se trouve en mauvais état. Elle est en pierre, et mesure 76 cm de hauteur, sans la tête, qui s'est perdue. La datation est du XVIe siècle. L'Inventaire la décrit comme une sainte non identifiée, qui tient un livre ouvert. Elle a déjà attiré l'attention de Guilhermy : « L'église de Vémars possède une charmante statue en pierre, demi-nature, de sainte Geneviève, sculptée à l'époque de la Renaissance, provenant de la chapelle de la ferme des Carneaux, qui est située à l'une des extrémités du village [sur la route de Plailly], et qui appartenait à la célèbre abbaye dédiée à la patronne de Paris ». Toutes les autres statues sont du début du XXe siècle. La grande Pietà au début du bas-côté nord est en plâtre, et probablement un moulage d'une œuvre de renom.
Trois tableaux peints à l'huile sur toile sont exposés dans l'église. Un quatrième, qui représentait l'Annonciation, était accroché dans la baie bouchée au-dessus de la porte de la sacristie. En 1975, il est décrit comme étant en bon état. Ce tableau a peut-être péri dans l'incendie de la sacristie en 1981. Les trois autres tableaux ont tous été restaurés. Ce sont les suivants :
- Le tableau représentant le Reniement de saint Pierre mesure 200 cm de largeur pour 200 cm de hauteur, et date du XIXe siècle. L'Apôtre se tient debout, et porte déjà une clé dans une main. Son attitude paraît hésitante. À droite de lui, l'on voit un rocher sur lequel se tient un coq (« Avant que le coq chante, tu m'auras renié trois fois » — Lc 22,34, Mt 26,34), et au fond à gauche, quelques bâtiments d'une ville[16].
- Le tableau de retable représentant sainte Geneviève mesure 185 cm de largeur pour 250 cm de hauteur. Il est signé Léopold Durangel, et daté de 1854. L'artiste, de son nom complet Antoine-Victor-Léopold Durand-Durangel (1828 - vers 1898), est un élève de Horace Vernet et Ferdinand Wachsmuth. L'œuvre se rattache au courant du romantisme. Assise sur un talus, à l'ombre d'un arbre qui domine une vallée profonde, sainte Geneviève file sa quenouille, et semble perdue dans ses pensées, le regard tourné vers le ciel et donc vers Dieu. À ses pieds, plusieurs moutons se reposent ; à l'arrière-plan, un calvaire se dessine devant la coulisse de majestueuses montagnes[17]. Contrairement à ce que dit Charles Huet, ce n'est donc pas à Nanterre que la patronne de Paris garde ses moutons[5].
- Le tableau représentant l'Enfant Jésus jouant avec saint Jean-Baptiste sous la surveillance de la Vierge Marie et de sainte Élisabeth mesure 106 cm de hauteur pour 137 cm de largeur. C'est une copie du XIXe siècle de la Madone de l'amour divin de Raphaël, dont l'original est exposé au musée Capodimonte de Naples. Les deux jeunes enfants sont nus. Jésus est installé sur un genou de sa mère et nimbé ; d'un regard enjoué, il bénit Jean-Baptiste agenouillé devant lui, d'un air admiratif. Marie est également nimbée. Le regard attendri, elle joint les mains pour la prière en assistant à cette scène. Élisabeth, représentée comme une femme déjà âgée, baisse le regard, et sa main droite touche le bras bénissant de Jésus, sans tenir compte de son propre fils[18].

Parmi le mobilier proprement dit, seuls la chaire à prêcher, le maître-autel avec son tabernacle et le lambris du chœur datent encore du XVIIIe siècle. La cuve de la chaire est surtout remarquable. Ses panneaux galbés sont ornés de frises de pampres, et d'une fleur à chaque angle. Sur le panneau d'en face, un petit bas-relief arbore le pélican mystique nourrissant ses petits de sa propre chair, comme symbole du Christ, et la colombe du Saint-Esprit entourée de rayons de lumière se dessine sous l'abat-voix. L'autel en forme de tombeau adopte la même silhouette galbée que la chaire. Il est en bois, mais son décor peint suggère du porphyre. Les détails sculptés sont dorés, dont notamment l'Agnus Dei entouré de rayons de lumière au milieu. Le tabernacle prend la forme d'un édicule baroque, et est considéré comme datant du XVIIe siècle par Charles Huet. La porte cintrée est surmontée d'angelots, et elle est décorée d'un bas-relief affichant un delta rayonnant, représentant la Sainte-Trinité. Parmi le mobilier du XIXe siècle, le petit groupe sculpté en fonte sur le couvercle des fonts baptismaux mérite l'attention : il représente le Baptême du Christ. La tribune et le buffet d'orgue sont de belle facture, et représentatifs du courant néo-gothique. L'orgue est malheureusement en état de ruine. Aucun auteur ne fournit de renseignements concernant l'instrument,.

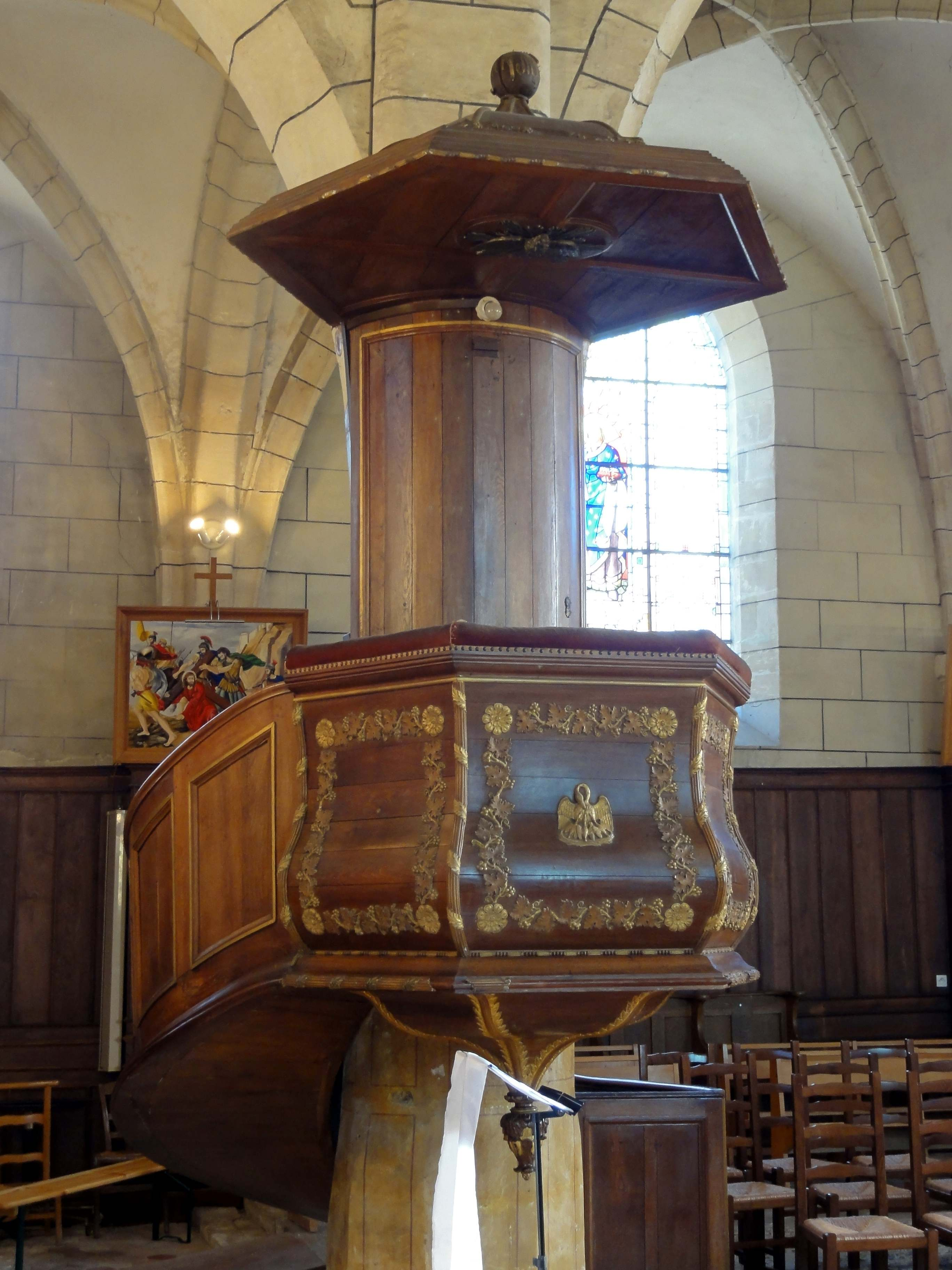
Chaire à prêcher.
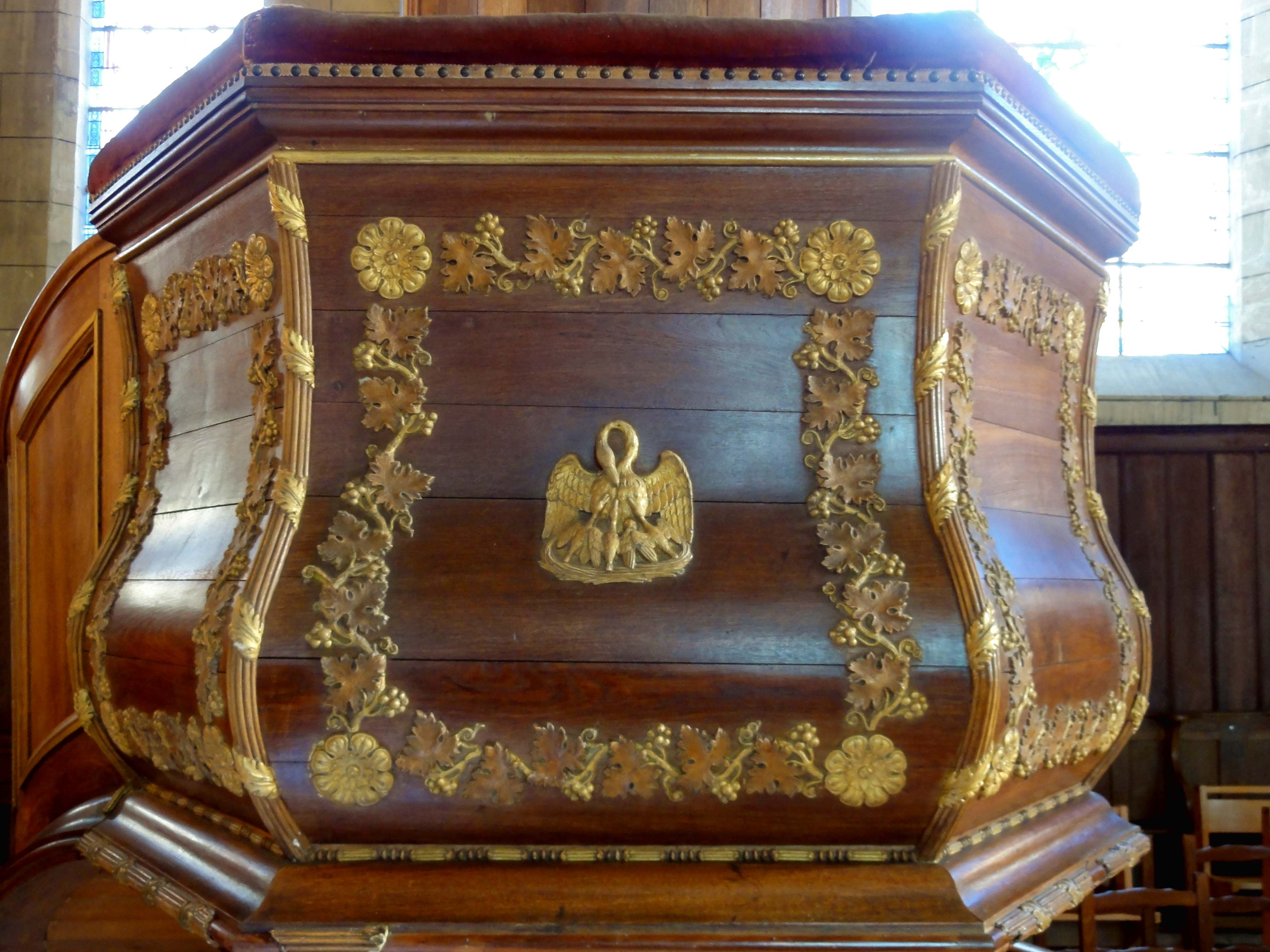
Cuve de la chaire.
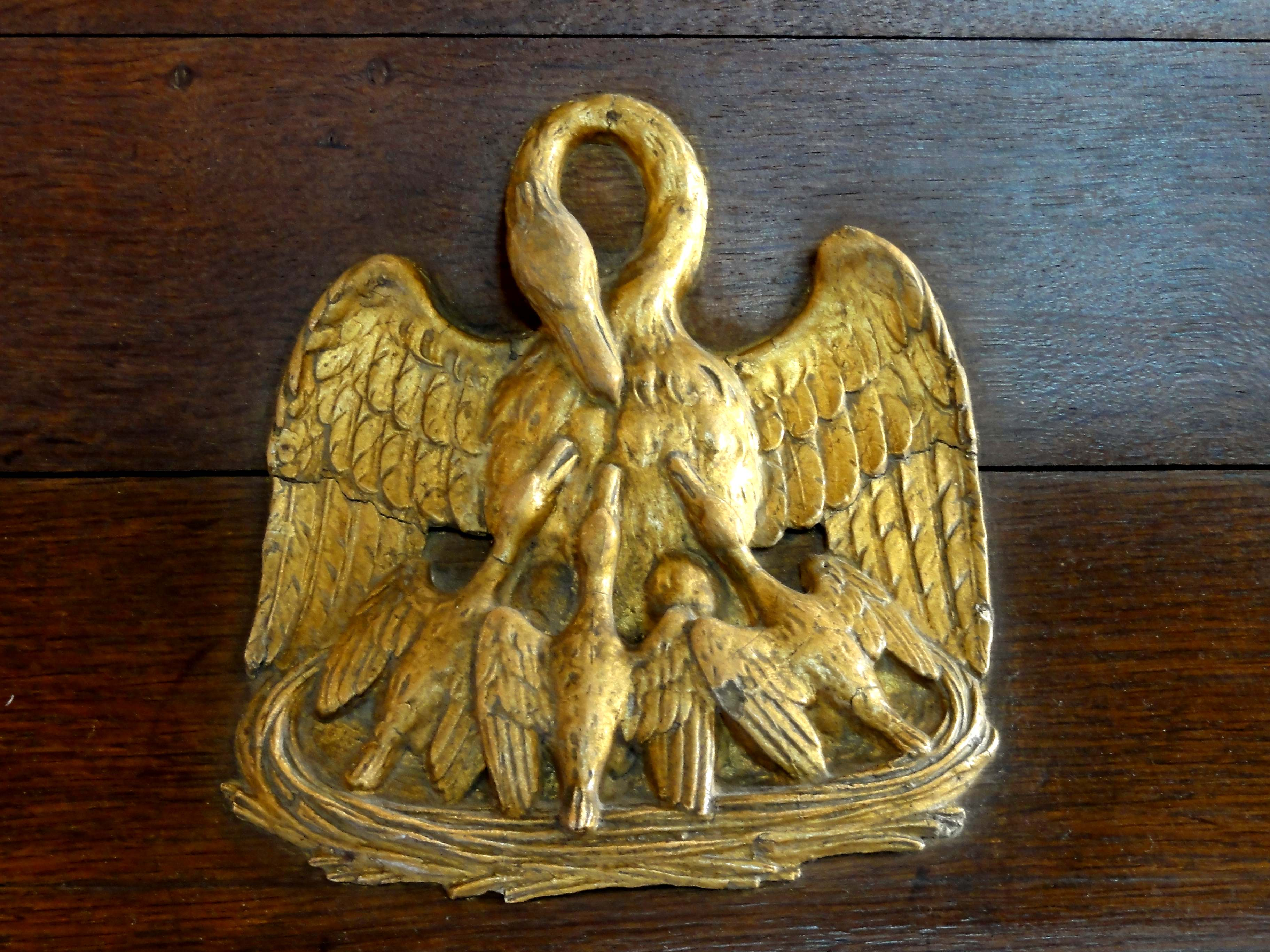
Détail - pélican mystique.
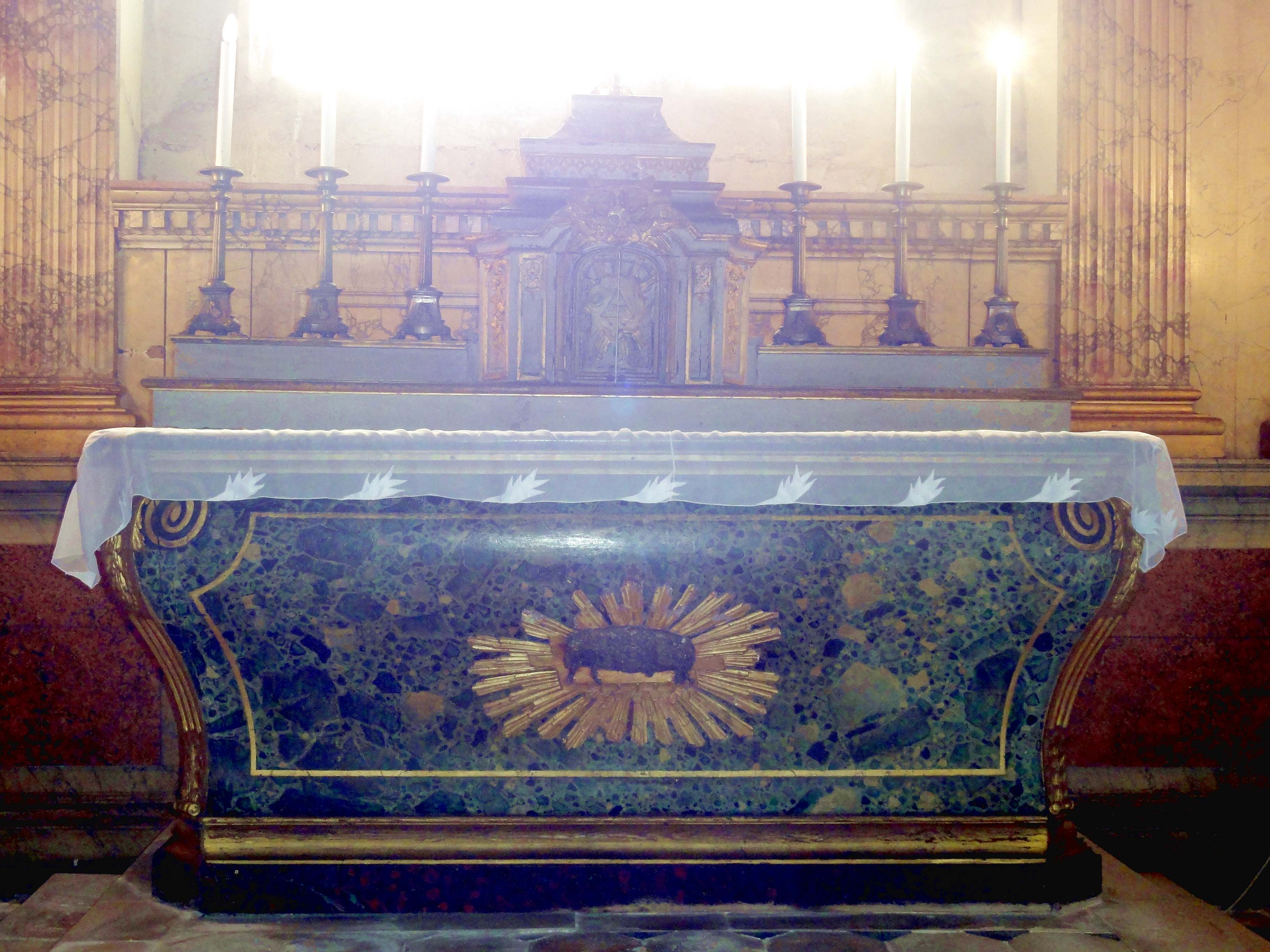
Maître-autel.
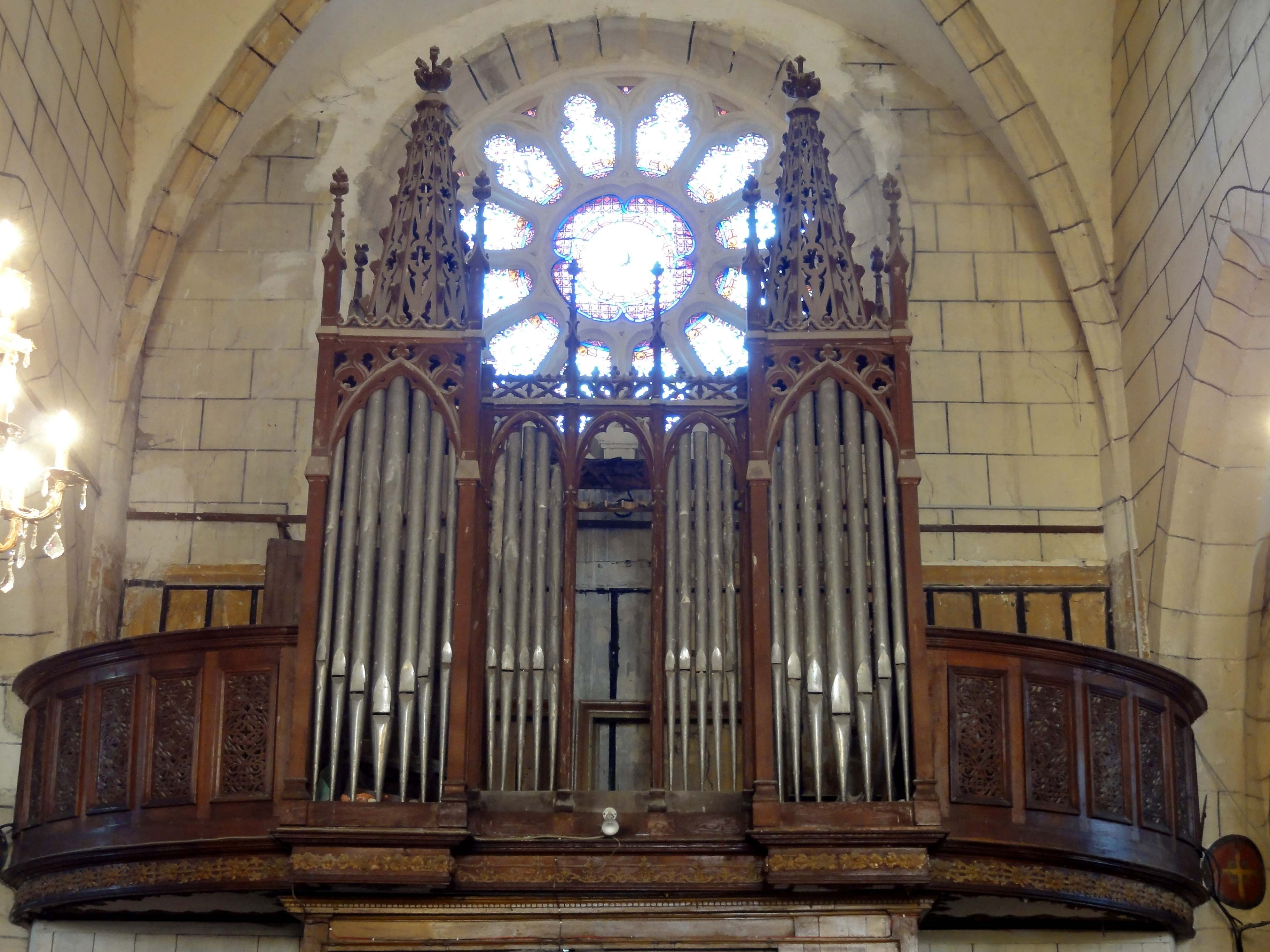
Buffet d'orgue.
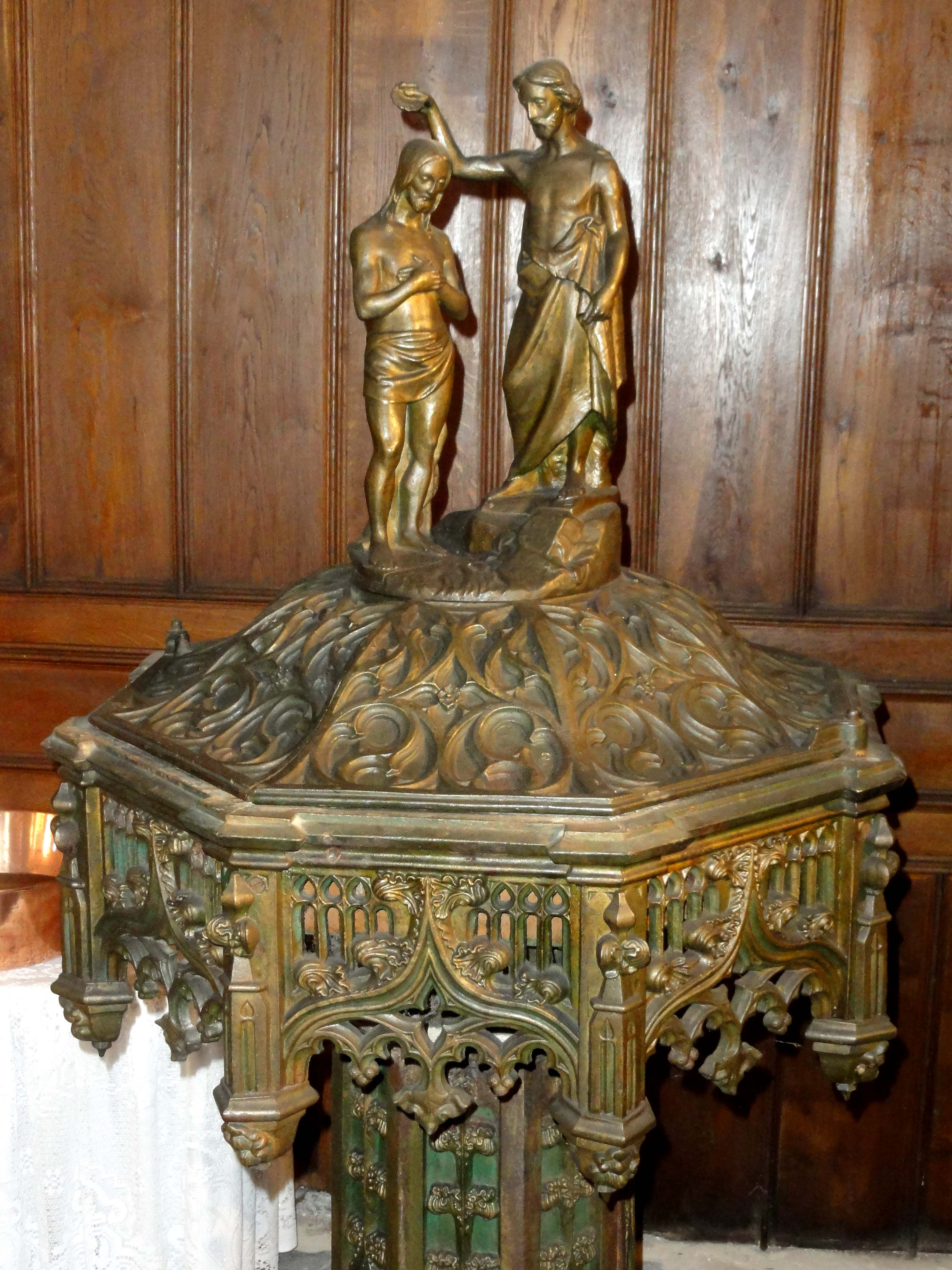
Fonts baptismaux, détail.